# Alet-les-Bains
Pour les articles homonymes, voir Alet.
Alet-les-Bains [alɛt le bɛ̃]  est une commune française, située dans le département de l'Aude en région Occitanie. Précédemment incluse dans la communauté de communes du Pays de Couiza, la commune a rejoint au 1er janvier 2013 la communauté de communes du Limouxin et du Saint-Hilairois. Alet-les-Bains est connue pour sa source d'eau minérale (l'eau d'Alet).
Sur le plan historique et culturel, la commune fait partie du Razès, un pays historiquement très étendu, qui ne se résume aujourd'hui qu'aux collines de la Malepère et au bas Razès au centre et au sud, limité par le pays de Sault. Exposée à un climat méditerranéen, elle est drainée par l'Aude, le ruisseau de Lavalette, le ruisseau de Véraza et par divers autres petits cours d'eau. La commune possède un patrimoine naturel remarquable : un site Natura 2000 (les « hautes Corbières ») et une zone naturelle d'intérêt écologique, faunistique et floristique.
Alet-les-Bains est une commune rurale qui compte 384 habitants en 2022, après avoir connu un pic de population de 1 336 habitants en 1851. Elle fait partie de l'aire d'attraction de Limoux. Ses habitants sont appelés les Aletois et ses habitantes les Aletoises.

## Géographie

### Localisation
Alet-les-Bains est une station thermale, ses eaux sont réputées dans le traitement des troubles digestifs. Elle est située à neuf kilomètres au sud de Limoux et au nord de Quillan dans le département de l'Aude dans le grand Sud de la France, en plein cœur du Pays cathare, à une heure trois quarts de la mer et à une heure des stations de sports d'hiver.
Dans la vallée de l'Aude en amont de l'étroit d'Alet le bourg s'est développé dans une cuvette à 210 mètres d'altitude sur la rive droite du fleuve. Il fait partie de la région historique du Razès.
De chaque côté du fleuve et du village, les montagnes culminent à une altitude de 750 mètres.
Il bénéficie d'un accès SNCF par la gare d'Alet-les-Bains sur la ligne Carcassonne - Rivesaltes et est desservi par la route RD 118, ancienne route nationale 118 qui remonte la vallée de l'Aude de Carcassonne à Axat; jusqu'aux années 1950 cette route traversait le bourg en franchissant l'Aude sur le pont étroit du XVIIe.

### Communes limitrophes
Les communes limitrophes sont  Antugnac, Cournanel, Limoux, Luc-sur-Aude, Magrie, Montazels, Roquetaillade-et-Conilhac et Véraza.
| Magrie                    | Cournanel      | Limoux       |
| Roquetaillade-et-Conilhac | Alet-les-Bains | Véraza       |
| Antugnac                  | Montazels      | Luc-sur-Aude |

### Géologie et relief
Alet-les-Bains se situe en zone de sismicité 2 (sismicité faible).

### Hydrographie
La commune est dans la région hydrographique « Côtiers méditerranéens », au sein du bassin hydrographique Rhône-Méditerranée-Corse. Elle est drainée par l'Aude, le ruisseau de Lavalette, le ruisseau de Véraza, le ruisseau de Castillou, le ruisseau de Granès, le ruisseau de Ruines et le ruisseau des Paissieux, constituant un réseau hydrographique de 21 km de longueur totale,.

### Climat
Pour des articles plus généraux, voir Climat de l'Occitanie et Climat de l'Aude.
En 2010, le climat de la commune est de type climat méditerranéen altéré, selon une étude s'appuyant sur une série de données couvrant la période 1971-2000. En 2020, Météo-France publie une typologie des climats de la France métropolitaine dans laquelle la commune est exposée à un climat de montagne ou de marges de montagne et est dans la région climatique Pyrénées orientales, caractérisée par une faible pluviométrie, un très bon ensoleillement (2 600 h/an), un air sec, particulièrement en hiver et peu de brouillards.
Pour la période 1971-2000, la température annuelle moyenne est de 13,2 °C, avec une amplitude thermique annuelle de 15,2 °C. Le cumul annuel moyen de précipitations est de 745 mm, avec 8,8 jours de précipitations en janvier et 4,7 jours en juillet. Pour la période 1991-2020, la température moyenne annuelle observée sur la station météorologique la plus proche, située sur la commune de Limoux à 7 km à vol d'oiseau, est de 13,6 °C et le cumul annuel moyen de précipitations est de 666,0 mm,. Pour l'avenir, les paramètres climatiques de la commune estimés pour 2050 selon différents scénarios d'émission de gaz à effet de serre sont consultables sur un site dédié publié par Météo-France en novembre 2022.

### Milieux naturels et biodiversité

#### Réseau Natura 2000

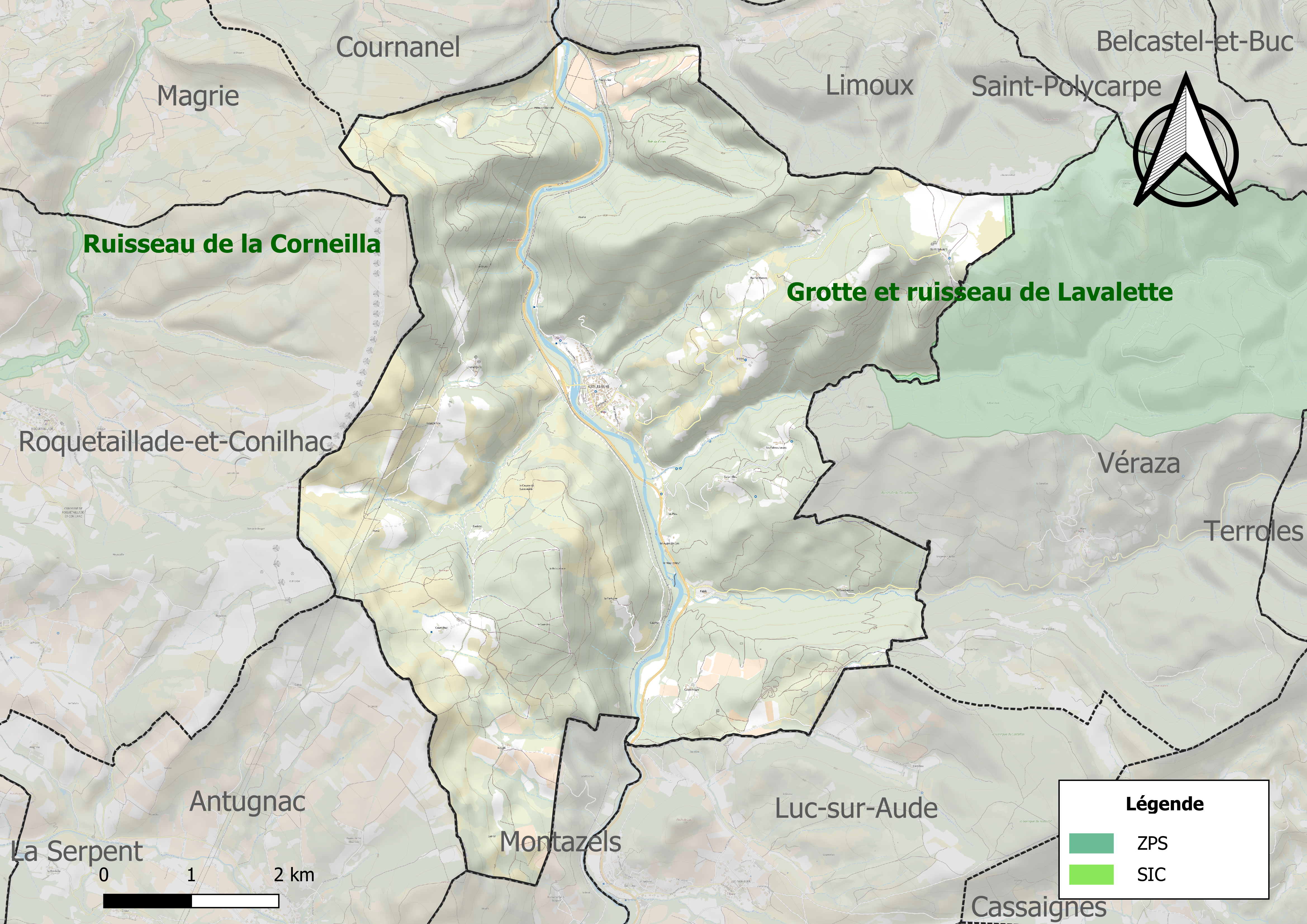
Sites Natura 2000 sur le territoire communal.

Le réseau Natura 2000 est un réseau écologique européen de sites naturels d'intérêt écologique élaboré à partir des directives habitats et oiseaux, constitué de zones spéciales de conservation (ZSC) et de zones de protection spéciale (ZPS). Un site Natura 2000 a été défini sur la commune au titre  de la directive oiseaux : les « hautes Corbières », d'une superficie de 28 398 ha, accueillant une avifaune riche et diversifiée : rapaces tels que les Busards, l'Aigle Royal, le Circaète Jean-le-Blanc, qui trouvent sur place des conditions favorables à la nidification et à leur alimentation du fait de l'importance des milieux ouverts.

#### Zones naturelles d'intérêt écologique, faunistique et floristique

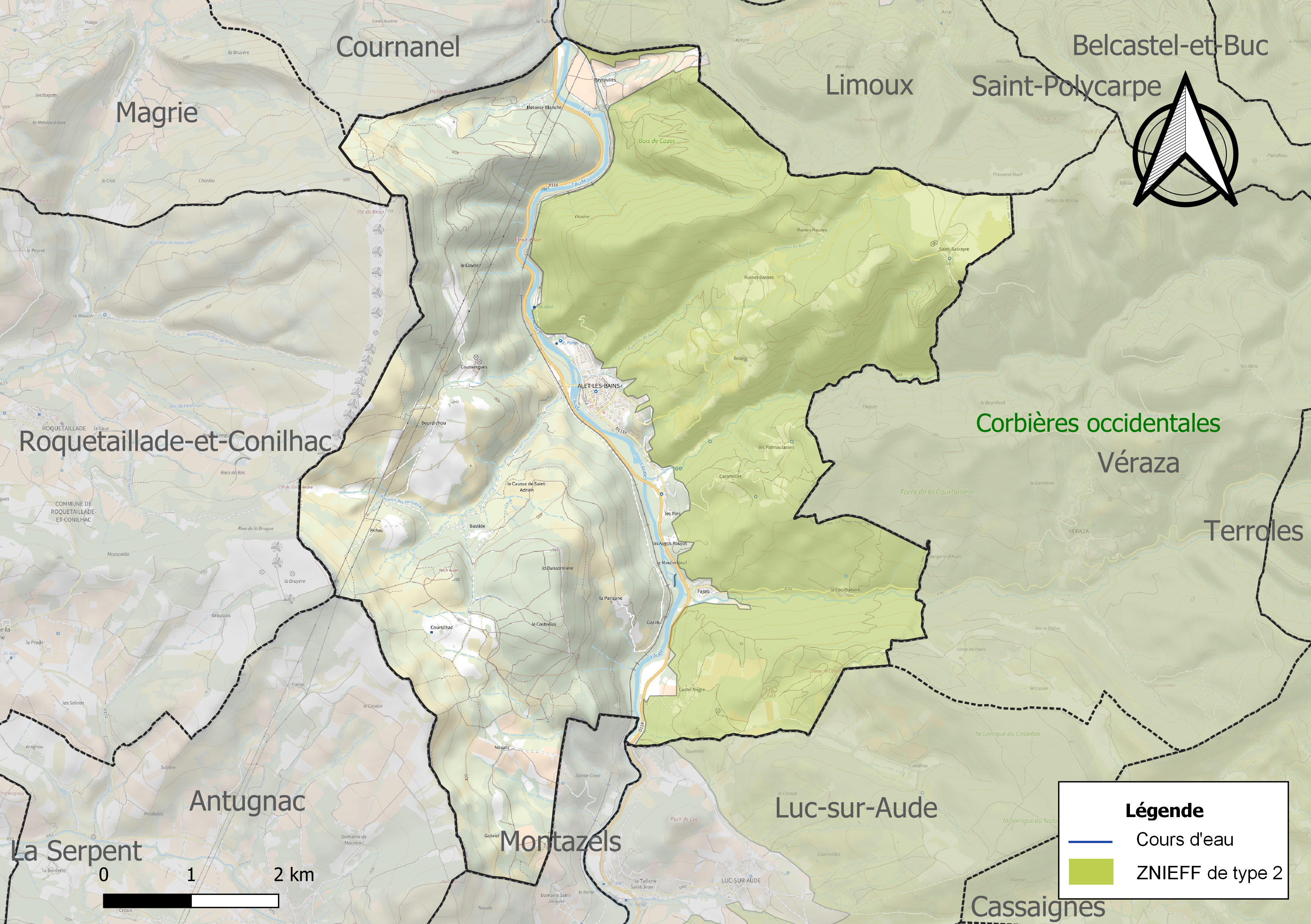
Carte de la ZNIEFF de type 2 localisée sur la commune.

L’inventaire des zones naturelles d'intérêt écologique, faunistique et floristique (ZNIEFF) a pour objectif de réaliser une couverture des zones les plus intéressantes sur le plan écologique, essentiellement dans la perspective d’améliorer la connaissance du patrimoine naturel national et de fournir aux différents décideurs un outil d’aide à la prise en compte de l’environnement dans l’aménagement du territoire.
Une ZNIEFF de type 2 est recensée sur la commune : les « Corbières occidentales » (59 005 ha), couvrant 66 communes du département.

## Urbanisme

### Typologie
Au 1er janvier 2024, Alet-les-Bains est catégorisée commune rurale à habitat dispersé, selon la nouvelle grille communale de densité à 7 niveaux définie par l'Insee en 2022.
Elle est située hors unité urbaine. Par ailleurs la commune fait partie de l'aire d'attraction de Limoux, dont elle est une commune de la couronne,. Cette aire, qui regroupe 39 communes, est catégorisée dans les aires de moins de 50 000 habitants,.

### Occupation des sols
L'occupation des sols de la commune, telle qu'elle ressort de la base de données européenne d’occupation biophysique des sols Corine Land Cover (CLC), est marquée par l'importance des forêts et milieux semi-naturels (89,2 % en 2018), une proportion identique à celle de 1990 (89,2 %). La répartition détaillée en 2018 est la suivante : forêts (52,8 %), milieux à végétation arbustive et/ou herbacée (36,4 %), zones agricoles hétérogènes (6,2 %), cultures permanentes (3,3 %), zones urbanisées (1,2 %), terres arables (0,1 %). L'évolution de l’occupation des sols de la commune et de ses infrastructures peut être observée sur les différentes représentations cartographiques du territoire : la carte de Cassini (XVIIIe siècle), la carte d'état-major (1820-1866) et les cartes ou photos aériennes de l'IGN pour la période actuelle (1950 à aujourd'hui).

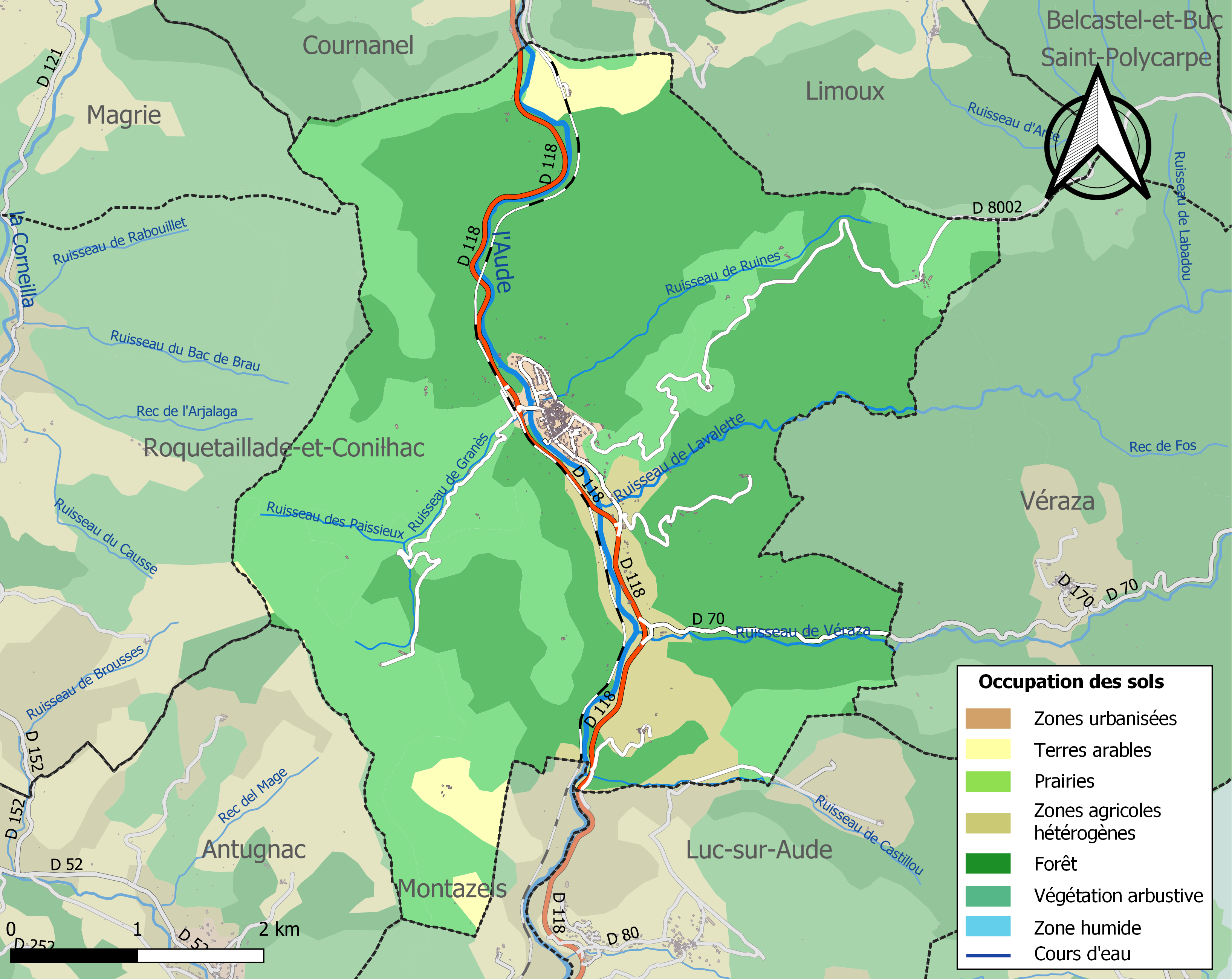
Carte des infrastructures et de l'occupation des sols de la commune en 2018 (CLC).

### Risques majeurs
Le territoire de la commune d'Alet-les-Bains est vulnérable à différents aléas naturels : météorologiques (tempête, orage, neige, grand froid, canicule ou sécheresse), inondations, feux de forêts et séisme (sismicité faible). Il est également exposé à deux risques technologiques, le transport de matières dangereuses et la rupture d'un barrage, et à un risque particulier : le risque de radon. Un site publié par le BRGM permet d'évaluer simplement et rapidement les risques d'un bien localisé soit par son adresse soit par le numéro de sa parcelle.

#### Risques naturels
Certaines parties du territoire communal sont susceptibles d’être affectées par le risque d’inondation par débordement de cours d'eau, notamment l'Aude. La commune a été reconnue en état de catastrophe naturelle au titre des dommages causés par les inondations et coulées de boue survenues en 1982, 1992, 1996, 2009, 2018 et 2020,.

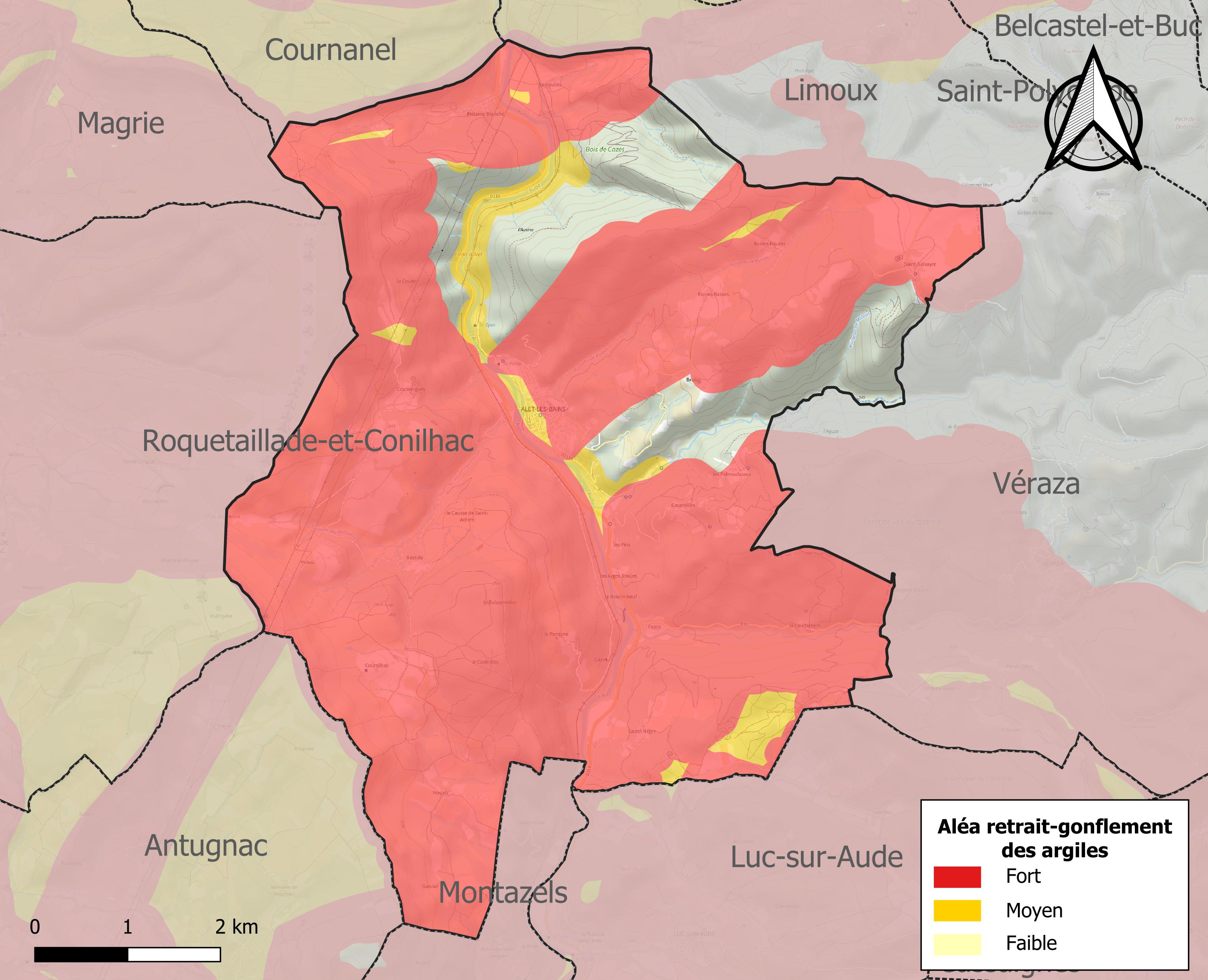
Carte des zones d'aléa retrait-gonflement des sols argileux d'Alet-les-Bains.

Le retrait-gonflement des sols argileux est susceptible d'engendrer des dommages importants aux bâtiments en cas d’alternance de périodes de sécheresse et de pluie. 87,3 % de la superficie communale est en aléa moyen ou fort (75,2 % au niveau départemental et 48,5 % au niveau national). Sur les 315 bâtiments dénombrés sur la commune en 2019, 314 sont en aléa moyen ou fort, soit 100 %, à comparer aux 94 % au niveau départemental et 54 % au niveau national. Une cartographie de l'exposition du territoire national au retrait gonflement des sols argileux est disponible sur le site du BRGM,.

#### Risques technologiques
Le risque de transport de matières dangereuses sur la commune est lié à sa traversée par une route à fort trafic. Un accident se produisant sur une telle infrastructure est en effet susceptible d’avoir des effets graves au bâti ou aux personnes jusqu’à 350 m, selon la nature du matériau transporté. Des dispositions d’urbanisme peuvent être préconisées en conséquence.
La commune est en outre située en aval des barrages de Matemale et de Puyvalador, deux ouvrages de classe A, situés dans le département des Pyrénées-Orientales. À ce titre elle est susceptible d’être touchée par l’onde de submersion consécutive à la rupture d'un de ces ouvrages.

#### Risque particulier
Dans plusieurs parties du territoire national, le radon, accumulé dans certains logements ou autres locaux, peut constituer une source significative d’exposition de la population aux rayonnements ionisants. Certaines communes du département sont concernées par le risque radon à un niveau plus ou moins élevé. Selon la classification de 2018, la commune d'Alet-les-Bains est classée en zone 2, à savoir zone à potentiel radon faible mais sur lesquelles des facteurs géologiques particuliers peuvent faciliter le transfert du radon vers les bâtiments.

## Toponymie
Ce nom, qu'elle partage avec l'ancienne cité d'Alet à Saint-Malo, a une étymologie discutée, un historien Raymond Lizop fait le rapprochement entre Rennes-le-Château l'ancienne capitale du comté de Razes et Alet-les-Bains avec ces deux toponymes en Armorique. Elle est citée sous le nom de Vicus Electus en 813 puis Eleit en  1035, Alestum en 1099, Alet en 1585 puis Electa en 1739. Cette racine latine évoquerait ses atouts : fertilité et source thermale. Louis Fédié dans son Le comté de Razes et le diocèse d'Alet en 1890 récuse cette étymologie en attribuant le nom d'Alektha à un oppidum gaulois transformé en Aletha à l'époque romaine.
- 813 : Vicus Electus
- 1035 : Eleit
- 1099 : Alestum
- 1585 : Alet
- 1739 : Electa

## Histoire

### L'abbaye cathédrale
Les origines de l'abbaye d'Alet sont inconnues, mais remontent a priori au VIIIe siècle,,. Elle est vraisemblablement fondée ou refondée par Berà, vicomte du Razès qui obtient de Rome une relique de la Croix. Au XIIe siècle elle est influente et attire bon nombre de pèlerins. Isolé dans son abbaye catholique en pays cathare, Pons Amiel, abbé de 1167 à 1197, fait fortifier la place, sage mais inutile prudence. L'enceinte de remparts, encore visible de nos jours, avec quatre portes est destinée à assurer la défense de l'abbaye et du bourg monastique, elle complète celle édifiée au VIIIe siècle. À la mort de l'abbé, le chapitre désigne pour lui succéder Bernard de Saint-Ferréol. Le cathare Bertrand de Saissac, tuteur du vicomte Raimond-Roger Trencavel (1185 † 1209), contrarié par ce choix, pénètre de force dans l'abbaye, non sans avoir tué quelques moines, fait jeter en prison le nouvel élu, puis exhume et place sur le siège abbatial la dépouille de Pons Amiel. C'est ainsi que sous la macabre présidence d'un cadavre, il fait élire l'abbé Boson, favorable aux Cathares. Bérenger de Barcelone, archevêque de Narbonne, entérina ce choix contre une coquette somme d'argent. Boson ne fut chassé qu'en 1222, après avoir livré Alet au comte de Foix.
En 1318, l'abbaye est érigée en évêché, pour poursuivre la lutte contre le catharisme par démembrement de l'archidiocèse de Narbonne. Elle le reste jusqu'à la Révolution. Le diocèse comprend à l'origine 111 paroisses et s'étend jusqu'à Formiguères et Saint-Paul-de-Fenouillet. Initialement l'évêque est élu par les moines bénédictins ; en 1531 le chapitre est sécularisé. La ville prend le statut de ville royale mais l'évêque reste comte d'Alet.
Au XVIe siècle, sous l'épiscopat d'Antoine Dax les calvinistes, appelés huguenots par leurs adversaires, incendient et ruinent le palais épiscopal et l'abbaye devenue la cathédrale sainte-Marie de l'évêché d'Alet.
La cathédrale n'est jamais relevée, c'est le réfectoire des moines qui est transformé en cathédrale et les évêques commendataires résident au château de Cournanel quand ils visitent leur évêché. Au XVIIe siècle, Nicolas Pavillon, évêque d'Alet, disciple de saint Vincent de Paul, grand organisateur, défenseur et soutien des pauvres et qui osa même se dresser contre l'administration de Louis XIV, aurait pu trouver les moyens de restaurer les édifices endommagés mais n'a pas jugé bon de le faire, sans doute pour ne pas choquer les pauvres de son diocèse. Il fonde un séminaire et une institution des Dames Régentes, il favorise la reconstruction du pont qui enjambe l'Aude en 1662 et d'un système d'irrigation perfectionné. Sur sa demande il est inhumé sans épitaphe dans le cimetière paroissial.
Le 35e et dernier évêque d'Alet, Charles de La Cropte de Chanterac, ouvre la "Grand Route" Limoux-Quillan et fait construire une partie de l'évêché, rattachée au bâtiment le plus ancien qui date du XIIe siècle, actuellement conservé et aménagé. Par un escalier de pierre appartenant à la vieille abbaye, on accède au premier étage où l'on peut voir la belle et vaste salle synodale et la bibliothèque en trompe-l'œil d'époque. L'évêché et ses jardins de trois hectares occupent en grande partie l'emplacement de l'ancienne abbaye. le concordat de 1801 supprime le siège épiscopal d'Alet.
Lors de la séparation des biens de l'Église et de l'État, le palais épiscopal est acquis par le propre chirurgien du dernier évêque. Sa petite-fille, Élise Dellac, épouse Auguste Saunière, maire d'Alet durant 18 ans. Ce dernier est lui-même le petit-fils d'Étienne Larade, avocat, représentant la Haute-Vallée de l'Aude à l'Assemblée Nationale de 1789.
Leurs descendants conservent la propriété, l'entretiennent et l'occupent jusqu'au milieu du XXe siècle. La famille de l'actuel propriétaire de l'Hôtel de l'Évêché l'achète alors.

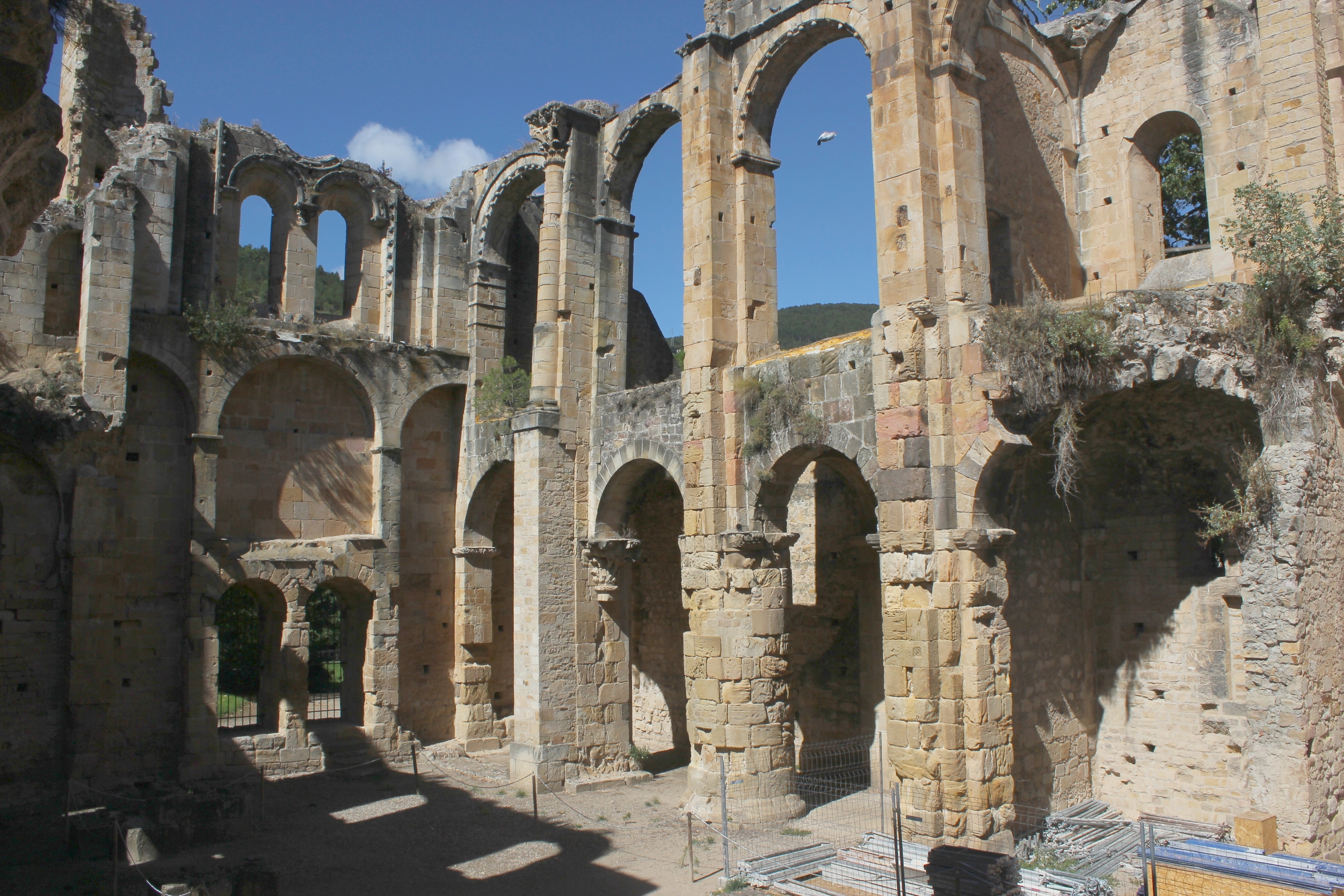
Ruines de l'abbaye d'Alet-les-Bains.
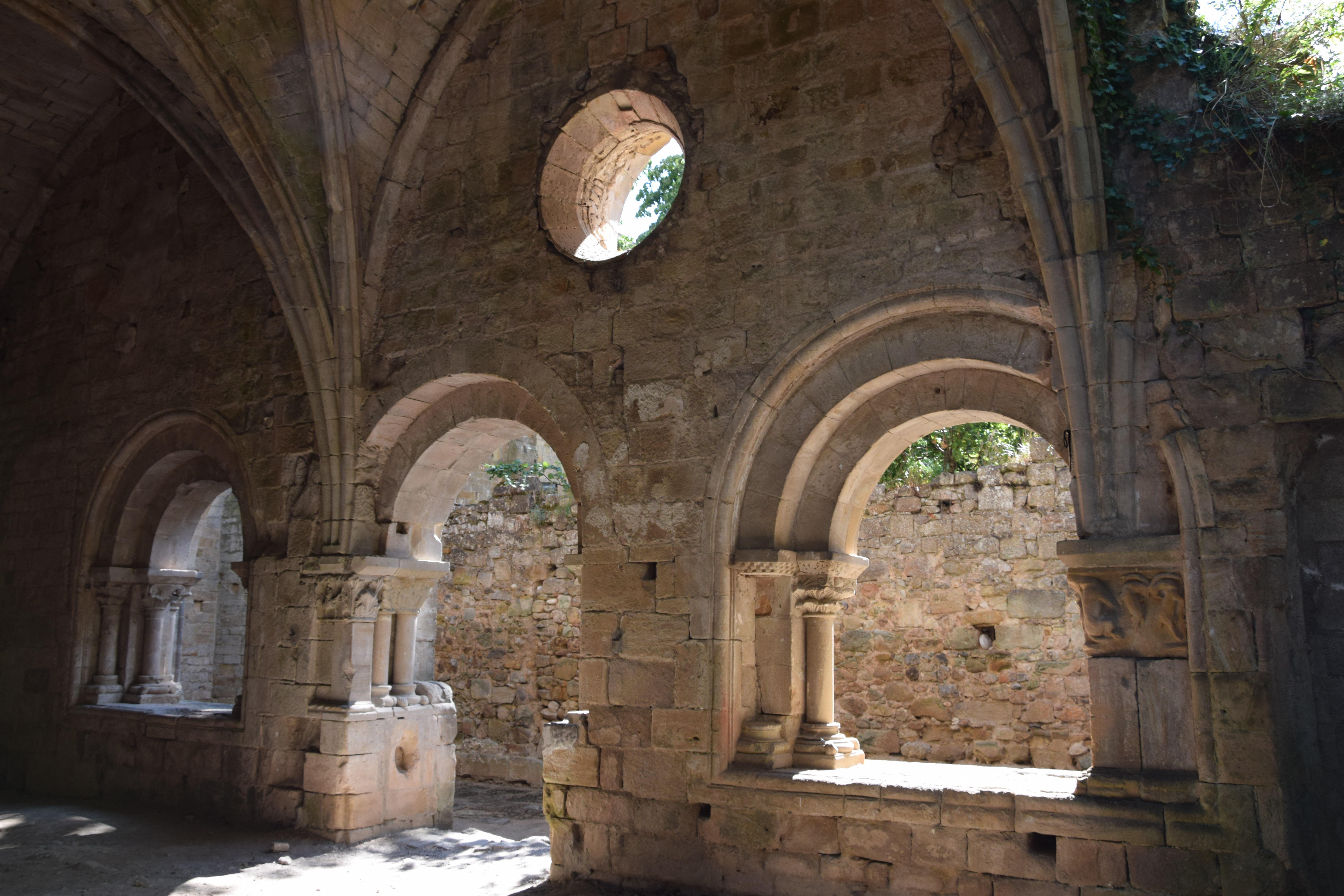
Salle capitulaire.
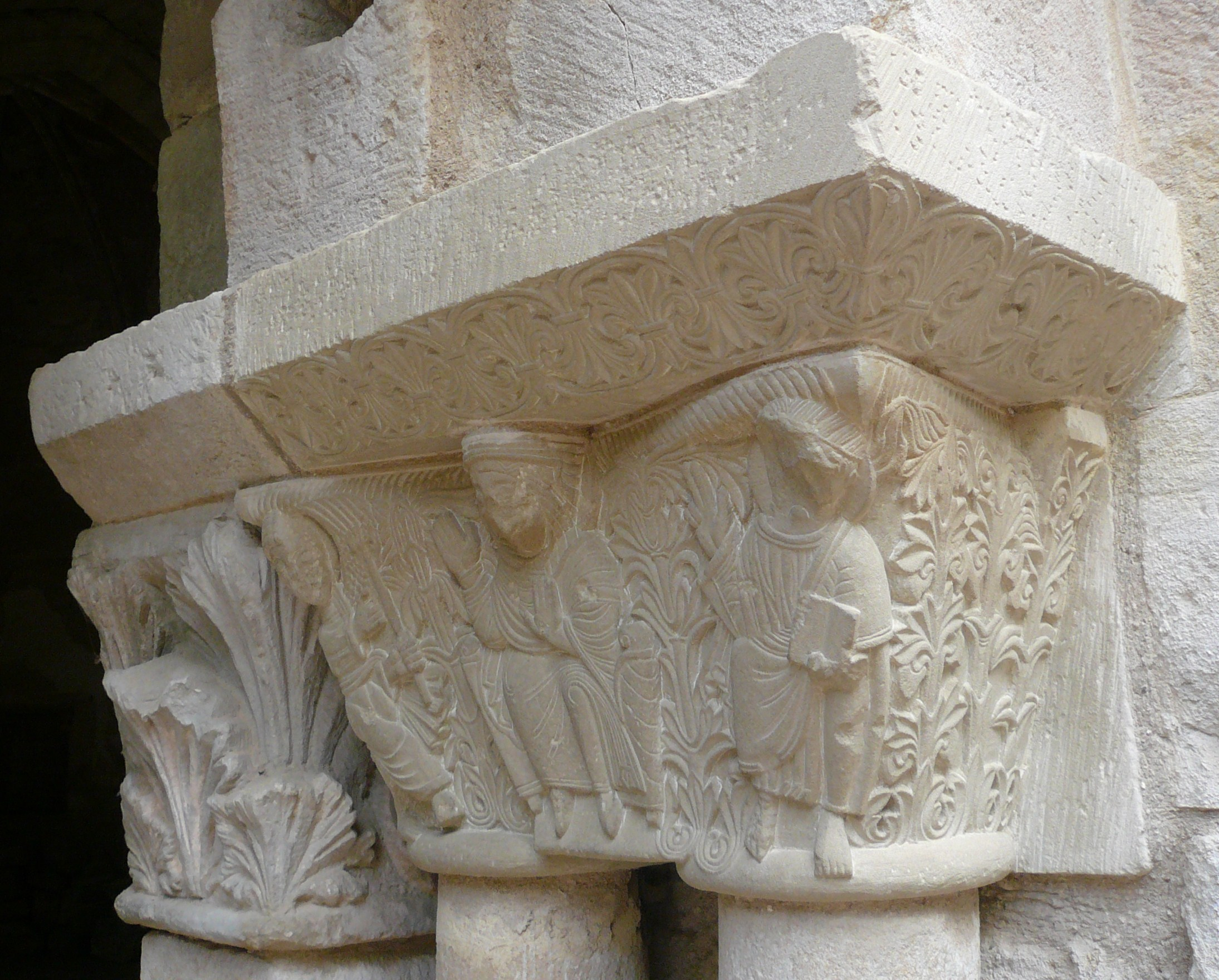
Chapiteau.
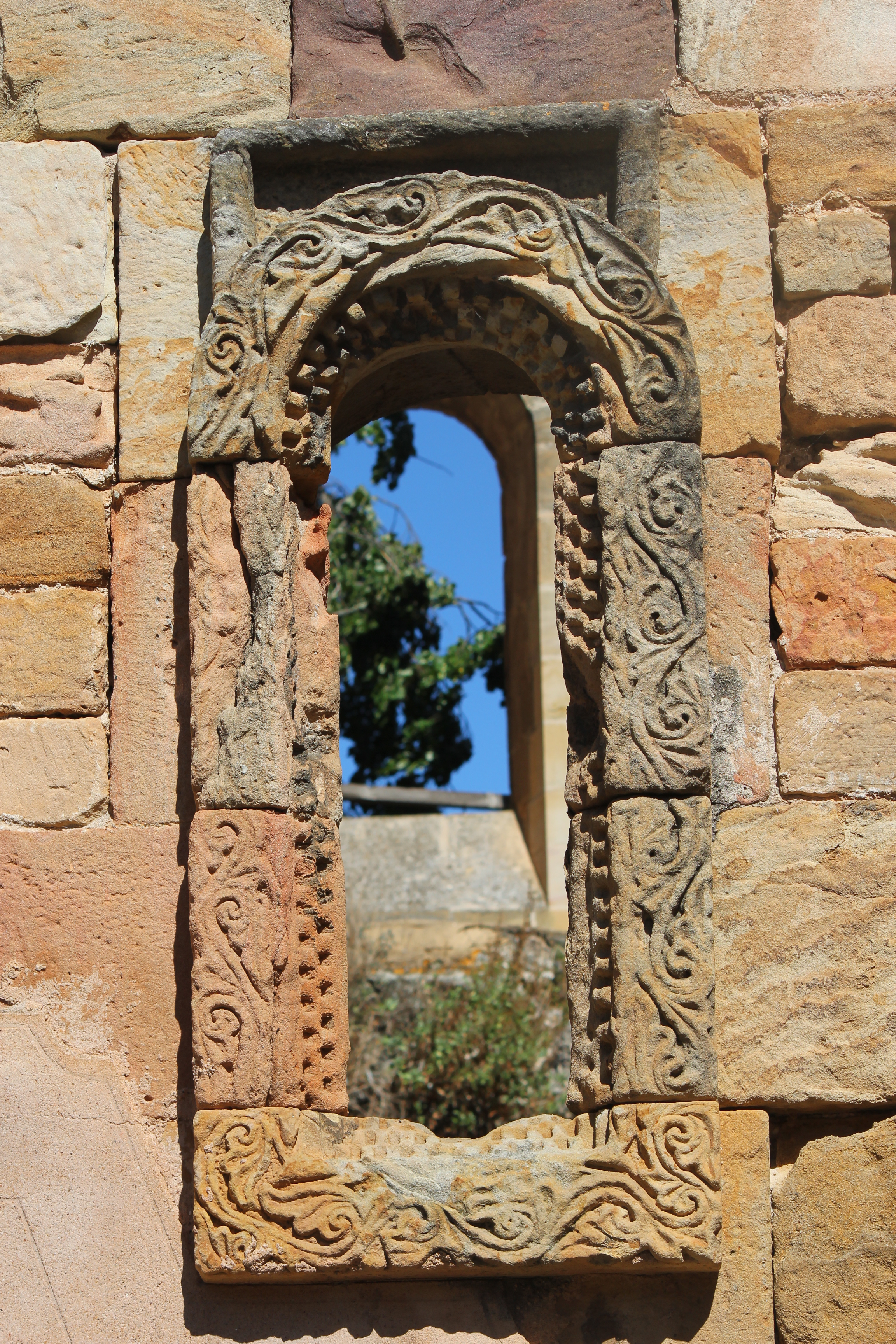
Fenêtre romane.
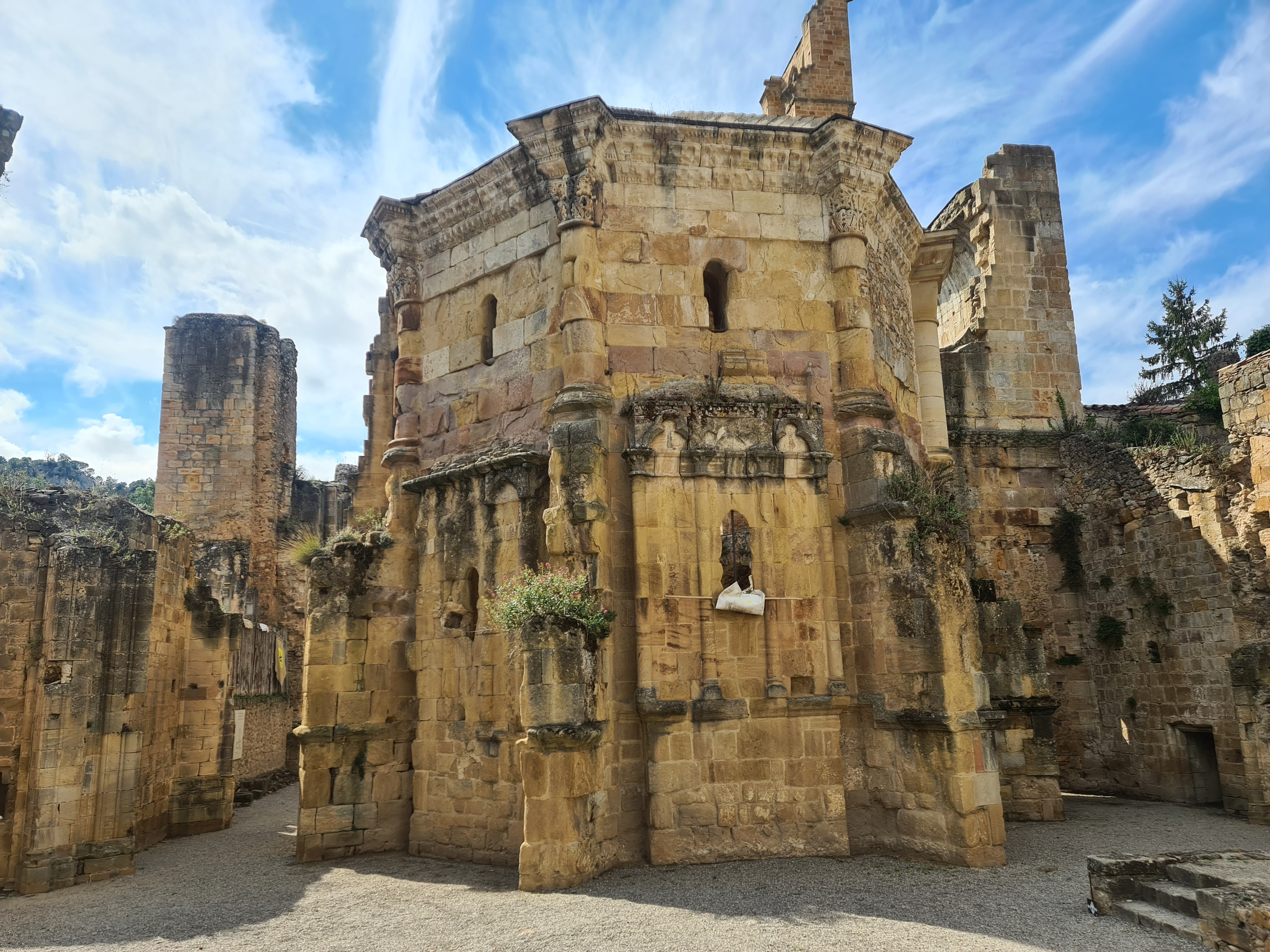
Ruines de la cathédrale abside romane.
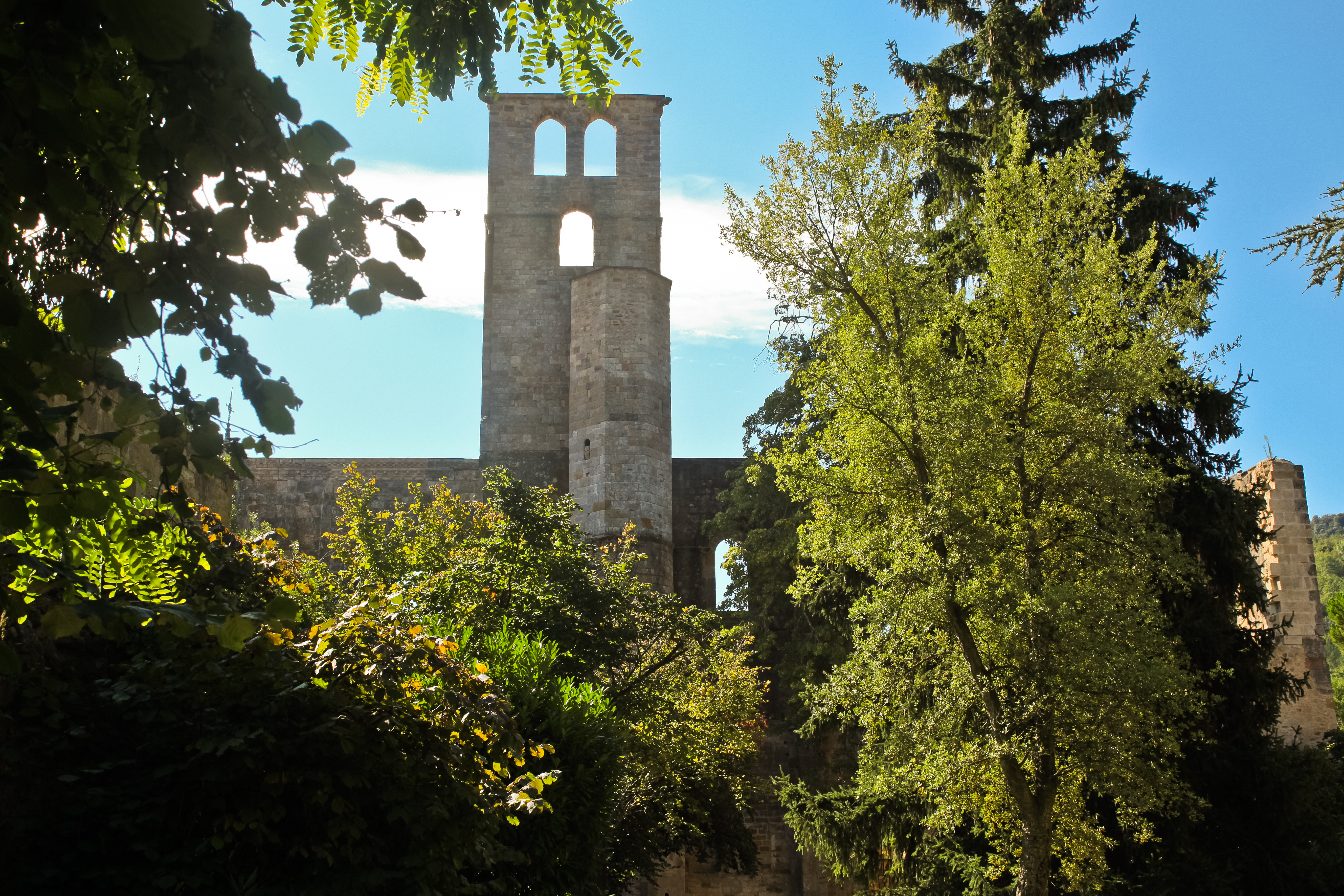
Restes du palais épiscopal.

### Le bourg monastique
L'occupation du site à l'époque néolithique se traduit par plusieurs menhirs comme le menhir de Saint-Salvayre ; un oppidum gaulois est supposé mais l'occupation romaine serait attestée par plusieurs éléments : maçonneries et constructions autour de la source thermale, cippe qui fait évoquer un culte à Cybèle dans le chœur de l'ancienne cathédrale, columbarium en dehors des remparts à une centaine de mètres de la porte Cadène, le pont du Diable réputé romain,. Ces éléments en faveur de l'antiquité d'Alet-les-Bains ne s'appuient malheureusement sur aucun travail archéologique et sont promus au XIXe et au début du XXe siècle en liaison avec la relance du thermalisme.
Situé à l'écart des grandes voies de communications et en dehors des sites connus, aucun élément archéologique ou dans les textes n'est en faveur d'une agglomération avant l'installation du bourg monastique autour de l'abbaye. Sa fondation répond à la politique carolingienne visant à consolider sur ce territoire nouvellement conquis son pouvoir politique, religieux, lutte contre les hérésies et économique par la mise en valeur des terres et le développement d'un réseau routier modifié par l'implantation de l'abbaye. Les abbés puis les évêques sont seigneurs d'Alet depuis la fondation de l'abbaye. Le développement est favorisé par les sources abondantes tant dans l'abbaye et le bourg que pour l'irrigation agricole. La qualité des reliques détenues par la cathédrale, relique de la Vraie Croix attribuée par le pape Léon III attire des pèlerins (cette relique sera volée en 2016). Les concessions d'immunité de sauveté, l'exemption de certaines taxes sont accordées à l'abbaye mais aussi au bourg et aux terres qui en dépendent. Le bourg se développe non seulement avec ceux qui travaillent pour l'abbaye, construction, services mais aussi des artisans et des commerçants qui cherchent à profiter de ces conditions protectrices. Une population juive s'y implante, on en retrouve les marques par les signes gravés sur la maison dite de Nostradamus place de la République et le nom de la rue de la Juiverie,. Le bourg est strictement contenu et protégé par une enceinte fortifiée complète reconstruite en 1160 délimitant un espace clos de 5,5 ha. Ces limites restent inchangées jusqu'à la fin du XVIIIe siècle. L'évaluation du nombre d'habitants à l'époque médiévale tourne autour de 1000 habitants à son apogée au XIVe siècle. Le représentant du seigneur ecclésiastique, abbé puis évêque est le viguier dont la maison est située sur la place principale devenue place de la République. À partir du XIIIe siècle des consuls représentent les  laïcs.
Comme le reste de la région, malgré ses remparts, le bourg souffre de la croisade des Albigeois en 1218 d'autant que sous la pression armée de Bertrand de Saissac l'abbaye et la majorité du bourg étaient devenus favorables aux cathares. En 1233 l'abbaye est refondée et ceux des habitants qui avaient fui réintègrent le bourg. Certains biens, privilèges et revenus sont confisqués au profit de Simon de Montfort et de la couronne.
En 1318 la transformation de l'abbaye en évêché par Jean XXII ne change pas les droits et privilèges des bourgeois et l'évêque reste le seigneur d'Alet. Une Vierge à l'Enfant en ivoire dans le trésor de l'église Saint-André est réputée avoir été offerte par François Ier pour remercier la ville de sa contribution au paiement de sa rançon après la défaite de la bataille de Pavie. À deux reprises les huguenots en 1573 et 1577 attaquent et se rendent maîtres de la ville malgré le renforcement des remparts vers 1560. Les destructions touchent non seulement la cathédrale, l'église paroissiale mais aussi les remparts et des maisons du bourg qui sont brulées et pillées. Des boulets récupérés dans les murailles sont exposés dans le lapidaire sous le poche de l'église.
Entre 1383 et 1709 Alet connait un déclin relatif avec l'émergence de Quillan et Limoux, la ville dans le périmètre de l'Aude passe de la 13e place à la 38e place.
Nicolas Pavillon évêque et comte d'Alet pendant 40 ans de 1637 et 1637 est très actif et il est crédité des nombreux travaux réalisés à cette époque : reconstruction du pont sur l'Aude, amélioration du réseau d'irrigation et de la captation de la source principale, fondation d'un Hôtel-Dieu au cœur du bourg et sur le plan plus religieux la restauration de l'église paroissiale, la fondation d'un séminaire et de l'institution des régentes chargées de l'instruction des jeunes filles,. Sa tombe est dans le cimetière de bourg, sans épitaphe selon son désir, et l'artère principale comme le pont portent son nom.
Au XIXe siècle la ville sort de son enceinte avec le développement du thermalisme et des résidences de villégiature.

### Sources et ville thermale

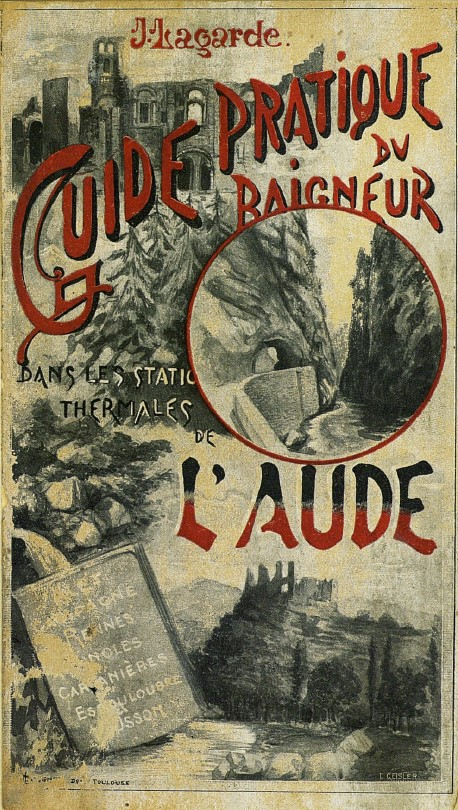
Guide pratique du baigneur, l'Aude, ruines d'Alet, gorges de l'Aude, Rennes-les-Bains.

Si les romains connaissent probablement les sources thermales, il n'y a pas de mention connue ni de preuve archéologique d'établissement thermal avant le XIXe siècle. Dès 1818 les sources thermales sont exploitées. Deux établissements de bains sont construits : l'établissement du Parc au sud de la ville, autour de lui se développent des maisons de villégiatures, le deuxième l'établissement municipal au nord de la ville autour duquel se développe l'exploitation de la source et son embouteillage à partir de 1886 date d'agrément par le ministère de la santé.
Les capacités d'accueil atteignent 400 lits sans compter les 42 chambres de l'établissement thermal en 1864 avec la possibilité de 3 000 bains par jour. Un casino est ouvert dès les années 1860 et le chemin de fer permet d'amener curistes et touristes à partir de 1870 avec quatre allers et retours par jour. La fin du XIXe et le début du XXe siècle correspondent à la période la plus prospère de la ville avec deux médecins, une pharmacie, plusieurs cafés au service d'une population de 1 500 habitants, des touristes et des curistes.
En 2021 après la fermeture de l'usine d'embouteillage en 2012 et de l'établissement thermal peu de temps après, il est possible de se baigner dans l'eau thermale de la piscine municipale qui date des années 1950 et de boire l'eau de la source qui coule librement au lavoir bien qu'elle ne soit pas déclarée potable en l'absence de travaux sur le point de captage.

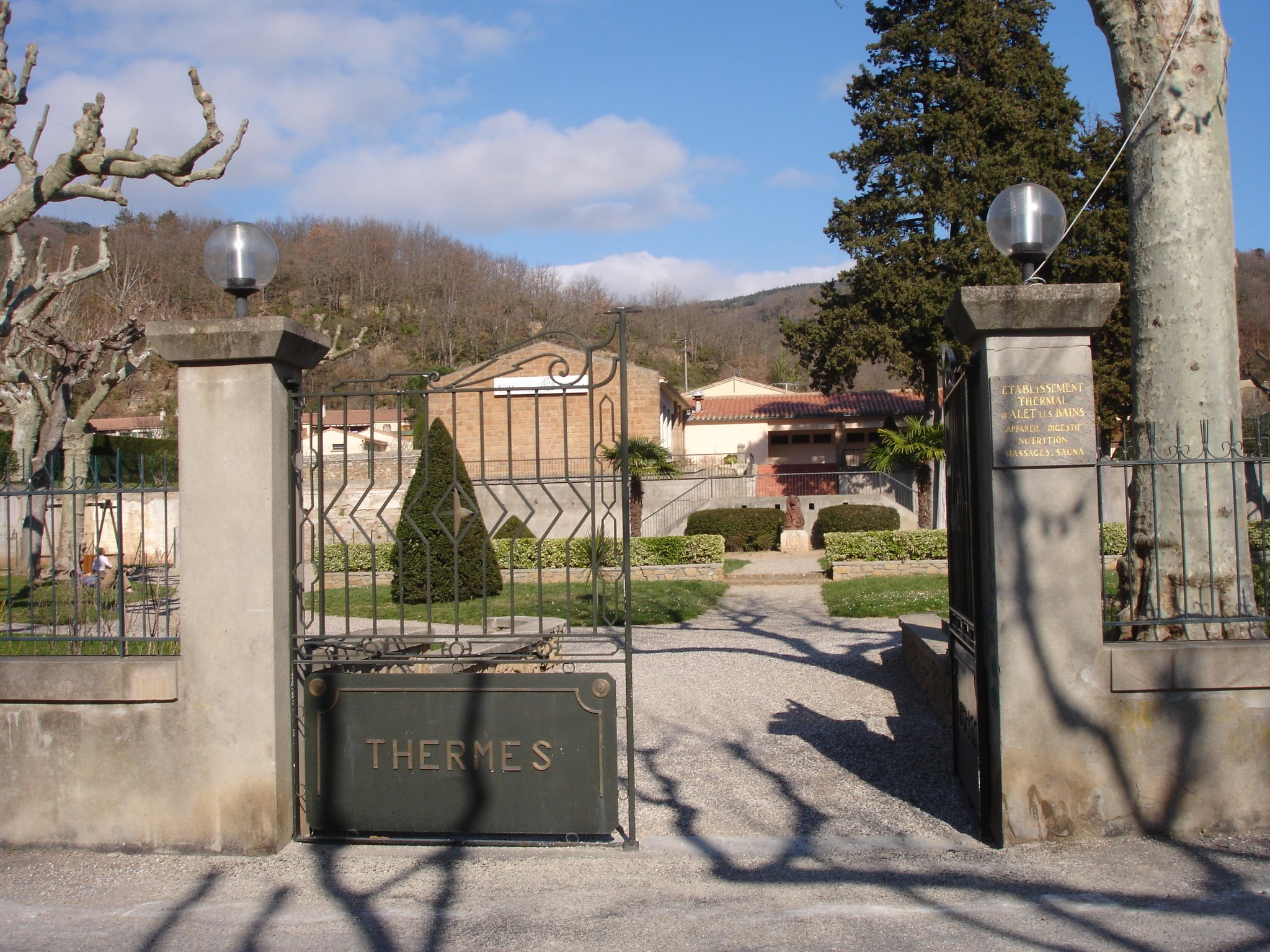
Portes du parc des anciens thermes municipaux.
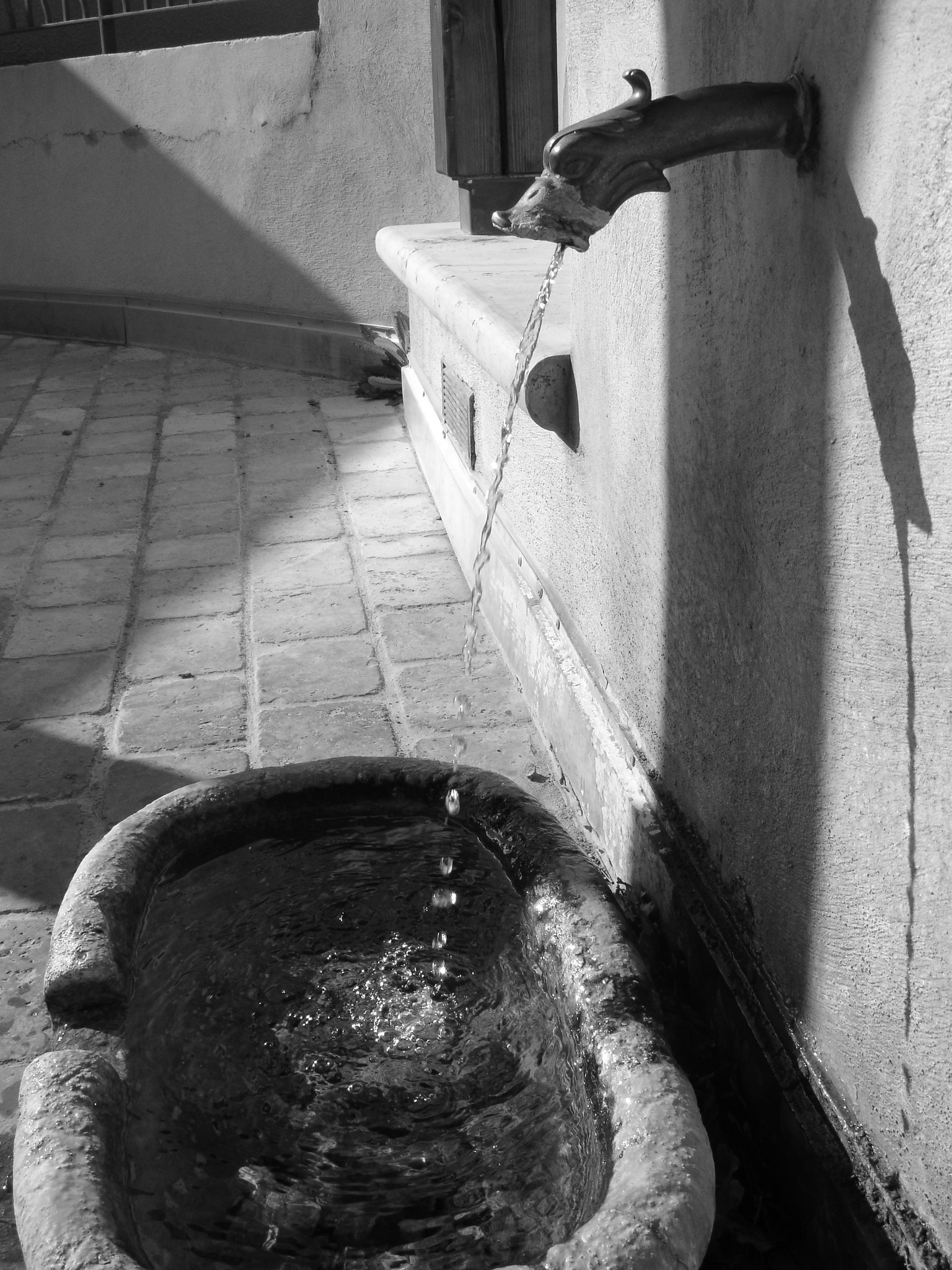
Source d'eau thermale.
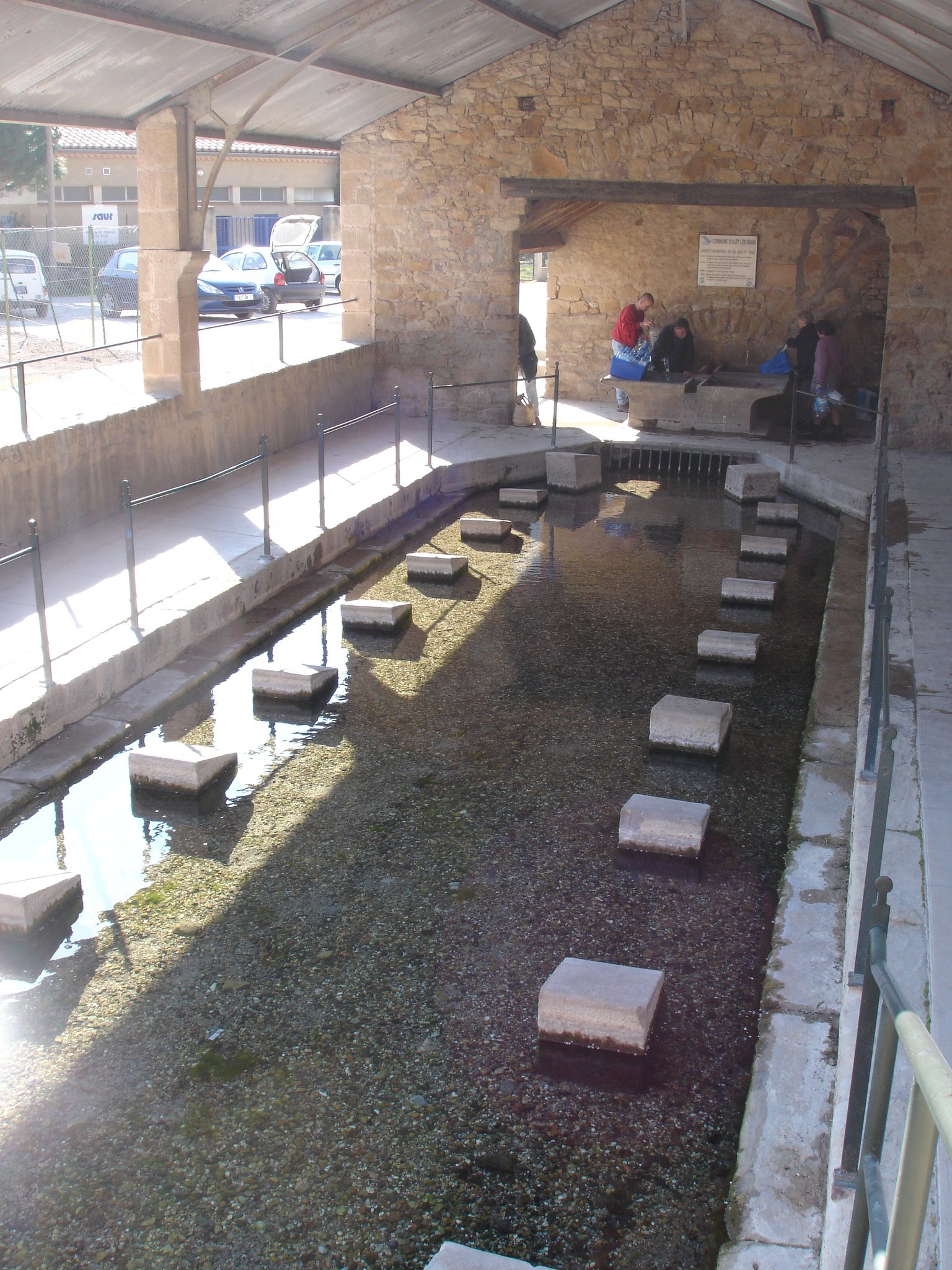
Vieux lavoir de la ville où les habitants viennent faire le plein d'eau minérale.

## Politique et administration

### Découpage territorial
La commune d'Alet-les-Bains est membre de la communauté de communes du Limouxin, un établissement public de coopération intercommunale (EPCI) à fiscalité propre créé le 2 décembre 2016 dont le siège est à Limoux. Ce dernier est par ailleurs membre d'autres groupements intercommunaux.
Sur le plan administratif, elle est rattachée à l'arrondissement de Limoux, au département de l'Aude, en tant que circonscription administrative de l'État, et à la région Occitanie.
Sur le plan électoral, elle dépend du canton de la Région-Limouxine pour l'élection des conseillers départementaux, depuis le redécoupage cantonal de 2014 entré en vigueur en 2015, et de la troisième circonscription de l'Aude  pour les élections législatives, depuis le redécoupage électoral de 1986.

### Liste des maires
| Période                                  | Période     | Identité            | Étiquette | Qualité |
| ---------------------------------------- | ----------- | ------------------- | --------- | ------- |
| Les données manquantes sont à compléter. |             |                     |           |         |
| XIXe siècle                              | 1889        | Marius Pagés        |           | Notaire |
| XIXe siècle                              | XIXe siècle | Auguste Saunière    |           |         |
| avant 1981                               | ?           | Maurice Ferrières   | DVG       |         |
| mars 2001                                | 2014        | Jean-Denis Alandry  |           |         |
| 2014                                     | En cours    | Ghislaine Tafforeau |           |         |

## Démographie
L'évolution du nombre d'habitants est connue à travers les recensements de la population effectués dans la commune depuis 1793. Pour les communes de moins de 10 000 habitants, une enquête de recensement portant sur toute la population est réalisée tous les cinq ans, les populations de référence des années intermédiaires étant quant à elles estimées par interpolation ou extrapolation. Pour la commune, le premier recensement exhaustif entrant dans le cadre du nouveau dispositif a été réalisé en 2008.

En 2022, la commune comptait 384 habitants, en évolution de −8,79 % par rapport à 2016 (Aude : +2,65 %, France hors Mayotte : +2,11 %).
| 1793 | 1800 | 1806 | 1821  | 1831  | 1836  | 1841  | 1846  | 1851  |
| ---- | ---- | ---- | ----- | ----- | ----- | ----- | ----- | ----- |
| 948  | 864  | 950  | 1 139 | 1 119 | 1 218 | 1 320 | 1 298 | 1 336 |

| 1856  | 1861  | 1866  | 1872  | 1876  | 1881 | 1886 | 1891 | 1896 |
| ----- | ----- | ----- | ----- | ----- | ---- | ---- | ---- | ---- |
| 1 251 | 1 210 | 1 166 | 1 121 | 1 266 | 950  | 984  | 923  | 828  |

| 1901 | 1906 | 1911 | 1921 | 1926 | 1931 | 1936 | 1946 | 1954 |
| ---- | ---- | ---- | ---- | ---- | ---- | ---- | ---- | ---- |
| 819  | 834  | 786  | 740  | 759  | 758  | 651  | 684  | 695  |

| 1962 | 1968 | 1975 | 1982 | 1990 | 1999 | 2006 | 2008 | 2013 |
| ---- | ---- | ---- | ---- | ---- | ---- | ---- | ---- | ---- |
| 654  | 590  | 554  | 543  | 460  | 464  | 442  | 435  | 444  |

| 2018 | 2022 | - | - | - | - | - | - | - |
| ---- | ---- | - | - | - | - | - | - | - |
| 390  | 384  | - | - | - | - | - | - | - |

## Économie

### Revenus
En 2018  (données Insee publiées en septembre 2021), la commune compte 206 ménages fiscaux, regroupant 372 personnes. La médiane du revenu disponible par unité de consommation est de 18 700 € (19 240 € dans le département).

### Emploi
| Division       | 2008   | 2013   | 2018   |
| -------------- | ------ | ------ | ------ |
| Commune        | 8,6 %  | 16,7 % | 14,4 % |
| Département    | 10,2 % | 12,8 % | 12,6 % |
| France entière | 8,3 %  | 10 %   | 10 %   |

En 2018, la population âgée de 15 à 64 ans s'élève à 222 personnes, parmi lesquelles on compte 69,4 % d'actifs (55 % ayant un emploi et 14,4 % de chômeurs) et 30,6 % d'inactifs,. En  2018, le taux de chômage communal (au sens du recensement) des 15-64 ans est supérieur à celui de la France et du département, alors qu'il était inférieur à celui du département en 2008.
La commune fait partie de la couronne de l'aire d'attraction de Limoux, du fait qu'au moins 15 % des actifs travaillent dans le pôle,. Elle compte 75 emplois en 2018, contre 105 en 2013 et 127 en 2008. Le nombre d'actifs ayant un emploi résidant dans la commune est de 122, soit un indicateur de concentration d'emploi de 61,8 % et un taux d'activité parmi les 15 ans ou plus de 43,3 %.
Sur ces 122 actifs de 15 ans ou plus ayant un emploi, 47 travaillent dans la commune, soit 39 % des habitants. Pour se rendre au travail, 77,9 % des habitants utilisent un véhicule personnel ou de fonction à quatre roues, 1,6 % les transports en commun, 11,4 % s'y rendent en deux-roues, à vélo ou à pied et 9 % n'ont pas besoin de transport (travail au domicile).

### Activités hors agriculture

#### Secteurs d'activités
41 établissements sont implantés  à Alet-les-Bains au 31 décembre 2019. Le tableau ci-dessous en détaille le nombre par secteur d'activité et compare les ratios avec ceux du département,.
| Secteur d'activité                                                                                        | Commune | Commune | Département |
| Secteur d'activité                                                                                        | Nombre  | %       | %           |
| --- | ------- | ------- | ----------- |
| Ensemble                                                                                                  | 41      |         |             |
| Industrie manufacturière, industries extractives et autres                                                | 4       | 9,8 %   | (8,8 %)     |
| Construction                                                                                              | 5       | 12,2 %  | (14 %)      |
| Commerce de gros et de détail, transports, hébergement et restauration                                    | 9       | 22 %    | (32,3 %)    |
| Information et communication                                                                              | 1       | 2,4 %   | (1,6 %)     |
| Activités immobilières                                                                                    | 2       | 4,9 %   | (5,2 %)     |
| Activités spécialisées, scientifiques et techniques et activités de services administratifs et de soutien | 7       | 17,1 %  | (13,3 %)    |
| Administration publique, enseignement, santé humaine et action sociale                                    | 7       | 17,1 %  | (13,2 %)    |
| Autres activités de services                                                                              | 6       | 14,6 %  | (8,8 %)     |

Le secteur du commerce de gros et de détail, des transports, de l'hébergement et de la restauration est prépondérant sur la commune puisqu'il représente 22 % du nombre total d'établissements de la commune (9 sur les 41 entreprises implantées  à Alet-les-Bains), contre 32,3 % au niveau départemental.

#### Entreprises
L'entreprise ayant son siège social sur le territoire communal qui génère le plus de chiffre d'affaires en 2020 est : 
- Soc d'expansion touristique de la Haute Vallée de l'Aude - Sethva, organisation de jeux de hasard et d'argent (1 289 k€)

L’eau minérale d’Alet-les-Bains est l’une des plus anciennes exploitées de France : cela fait bientôt cent vingt ans qu’elle est embouteillée. Récupérée grâce à un forage de trois cents mètres de profondeur, elle a un débit de 400 m3/h. C'est l'une des sources les plus productives de France. L'eau minérale d'Alet a des caractéristiques physico-chimiques propres à la source avec une quantité importante de bicarbonate (300 mg/l), de calcium (63 mg/l), de magnésium (23 mg/l) et de potassium (1,8 mg/l). Des projets de relance de l'activité d'embouteillages sont régulièrement étudiés à partir de 2013,.
Le thermalisme, réputé ancien, les éléments gallo-romains autour de la source n'ont malheureusement pas été étudiés, débute en 1813 et ne s'est réellement développé qu'à partir du milieu du XIXe siècle.
Le village possède un casino appartenant au groupe Omnium. Ce village autrefois très vivant (hôtel, thermes, multiples boutiques et commerçants, navette permanente entre sa gare et le cœur de village...) ne compte plus en 2021 qu'une épicerie avec dépôt de pain, une buvette servant de gîte, trois maisons d'hôte et un hôtel installé dans l'ancien palais épiscopal et son parc. Une piscine d'été permet d'apprécier les bains en eau minérale, traitée.
Des carrières de dolomie sont situées sur la commune, une mine de dolomite, aujourd'hui désaffectée, a été exploitée à partir de 1905.

### Agriculture
La commune fait partie de la petite région agricole dénommée « Région viticole ». En 2010, l'orientation technico-économique de l'agriculture  sur la commune est la polyculture et le polyélevage.
|                                   | 1988 | 2000 | 2010 |
| --------------------------------- | ---- | ---- | ---- |
| Exploitations                     | 13   | 9    | 11   |
| Superficie agricole utilisée (ha) | 806  | 569  | 647  |

Le nombre d'exploitations agricoles en activité et ayant leur siège dans la commune est passé de 13 lors du recensement agricole de 1988 à 9 en 2000 puis à 11 en 2010, soit une baisse de 15 % en 22 ans. Le même mouvement est observé à l'échelle du département qui a perdu pendant cette période 52 % de ses exploitations. La surface agricole utilisée sur la commune a également diminué, passant de 806 ha en 1988 à 647 ha en 2010. Parallèlement la surface agricole utilisée moyenne par exploitation a baissé, passant de 62 à 59 ha.

## Culture locale et patrimoine

### Lieux et monuments
Alet-les-Bains possède un patrimoine architectural et historique prestigieux, de nombreux éléments sont soit inscrits soit classés monuments historiques. Le tourisme est la principale ressource de la commune.

#### Intra-muros
- Abbaye du XIIe siècle devenue cathédrale au XIVe siècle avec les ruines majestueuses de l'ancienne cathédrale Sainte-Marie classée en 1862[81],[82]. De l'ancienne abbaye, il reste outre l'abbatiale quelques éléments du couvent et en particulier la salle capitulaire du XIVe.
- Palais épiscopal, vestiges, XIVe-XVIIIe siècle, et sa terrasse sur l'Aude transformé en hôtel[83],
- Église Saint-André[84],[85] du XIXe siècle avec des chapelles et un portail de la fin du XIVe siècle et du XVe siècle. Les parties de murs décorés de fresques des XIVe et XVe siècles de la chapelle dite de Saint-Benoît ont été classées au titre des monuments historiques en 1910[86]. Elle abrite plus de 23 objets qui sont référencés dans la base Palissy. Trois Vierges à l'Enfant, deux d'époque médiévale en bois polychrome et une en ivoire du XVIe réputée offerte par François Ier[87] sont visibles au niveau du trésor, vitrine dans une chapelle du chœur, avec un saint Benoit en bois polychrome du XVIIe[88], cinq tableaux représentant des évêques d'Alet sont dans la sacristie derrière[89],[90],[91],[92],[93].
- Enceinte fortifiée du XIIe restaurée au XVIe siècle dont les deux portes restantes la porte de Cadène[94] et la porte Calvières[95] sont classées[Note 20],[96],
- Bourg médiéval avec des hôtels particuliers des XIIe et XIVe siècles à colombages et encorbellements, dix font l'objet d'une inscription aux monuments historiques ; une maison dite de Nostradamus, place de la République, datée du XVIe avec des  poutres de réemploi du XIIIe portant des symboles dont un sceau de Salomon[97]

L'évêché, les ruines de la cathédrale, l'église paroissiale et le presbytère se suivent à partir du pont traversé par l'avenue Nicolas-Pavillon : artère principale du village et ancienne route nationale 118.

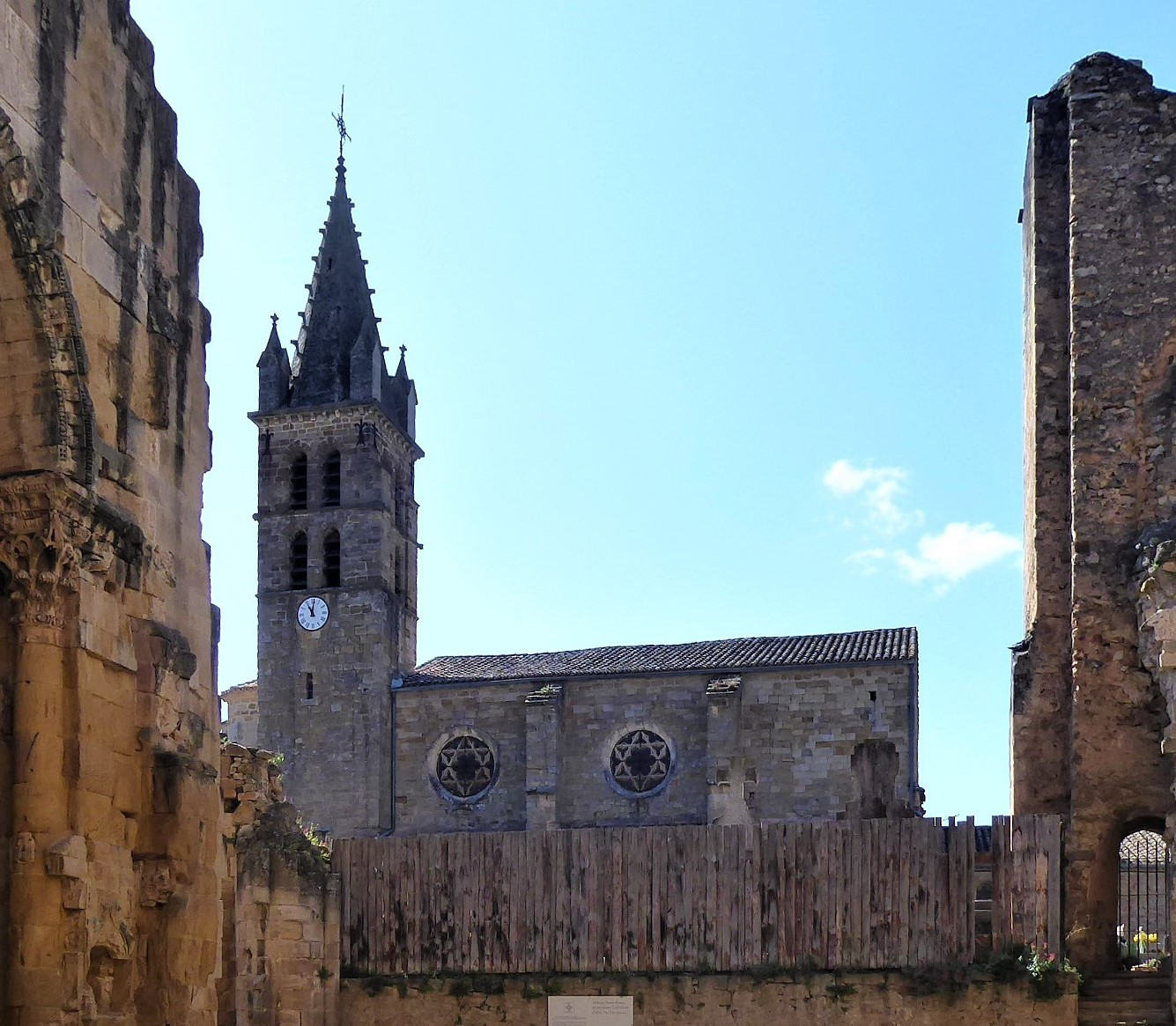
Église Saint-André vue des ruines de l'abbaye.
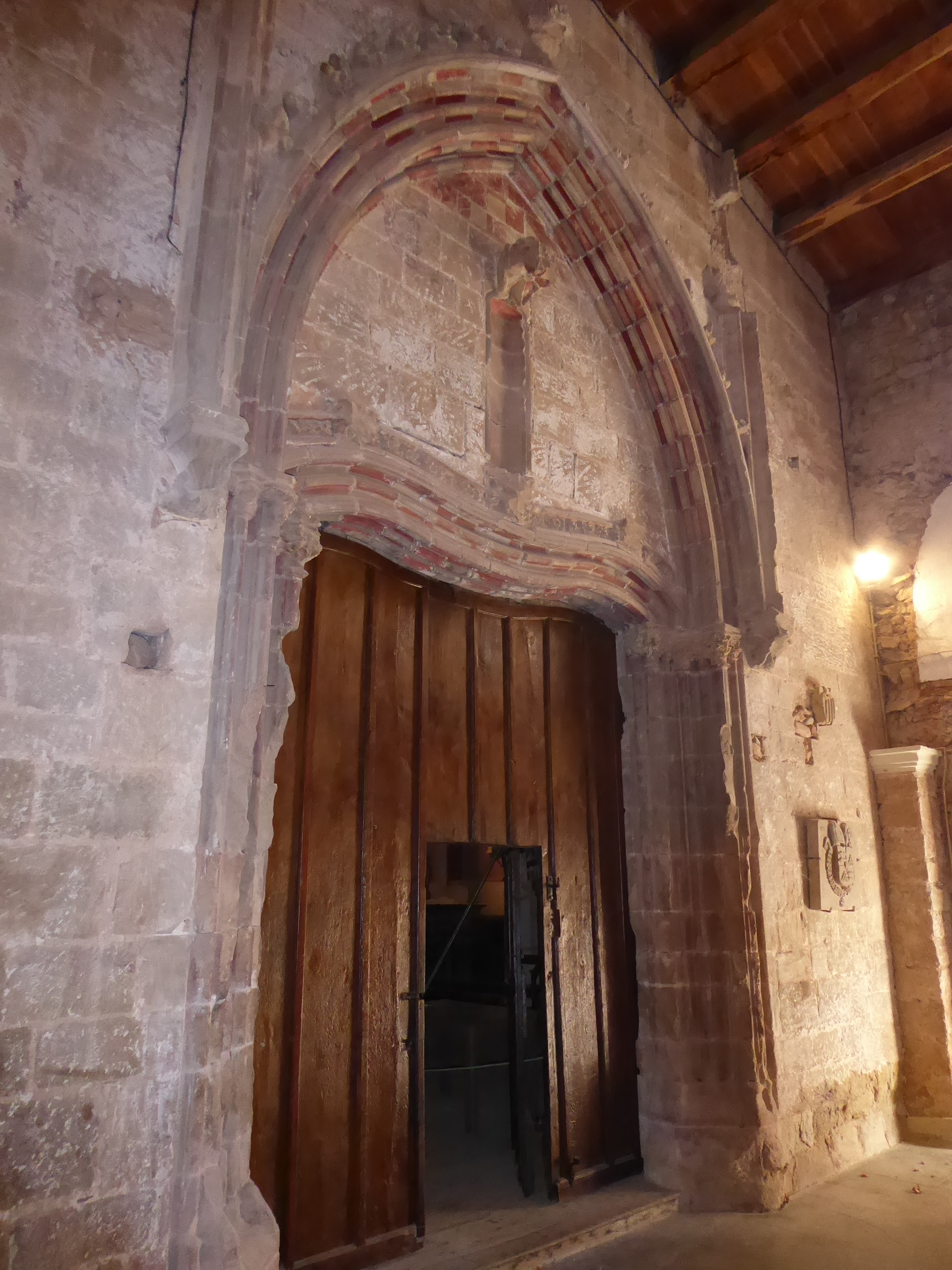
Portail de l'église XVe.
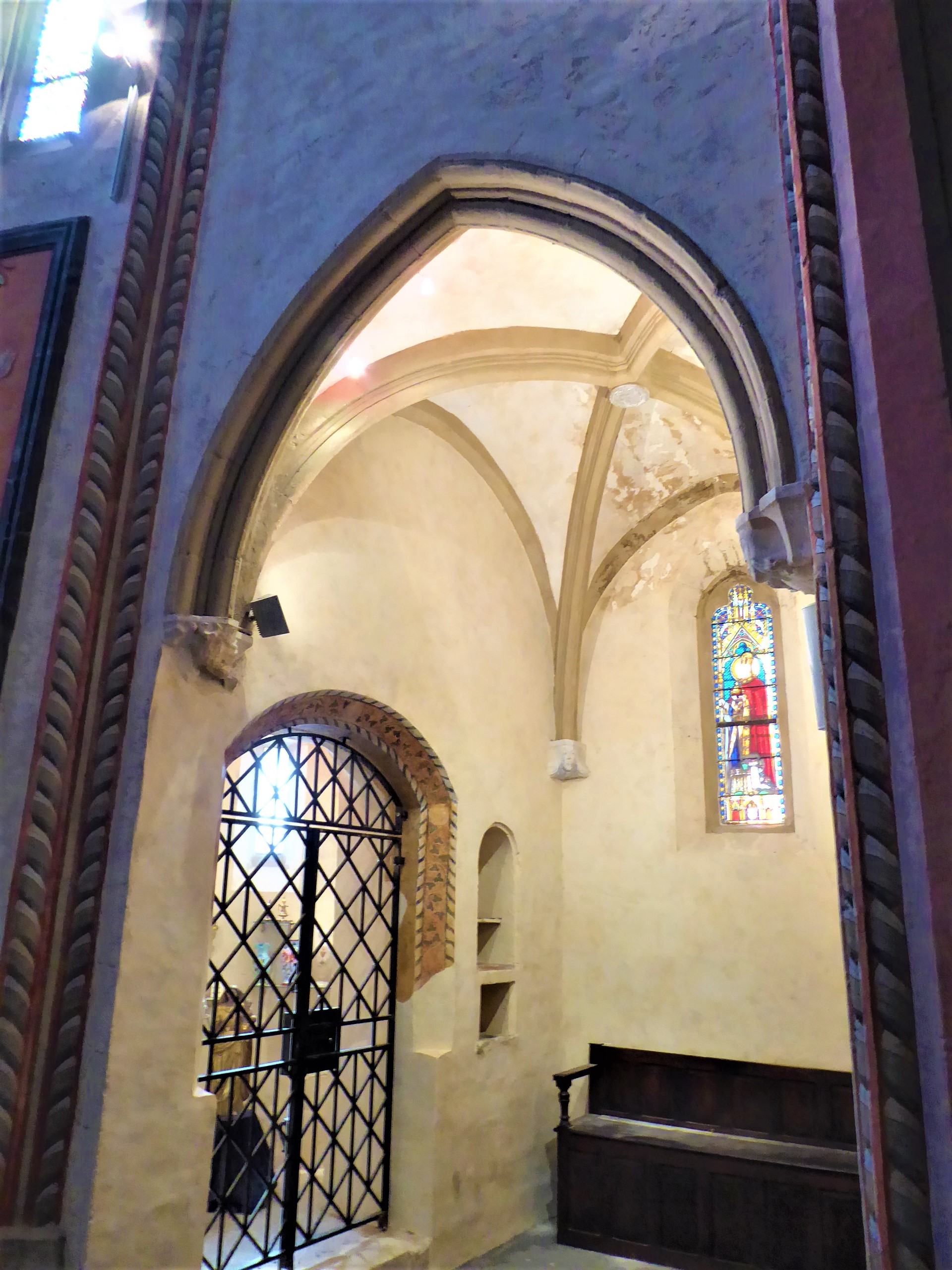
Chapelle latérale et entrée du trésor.
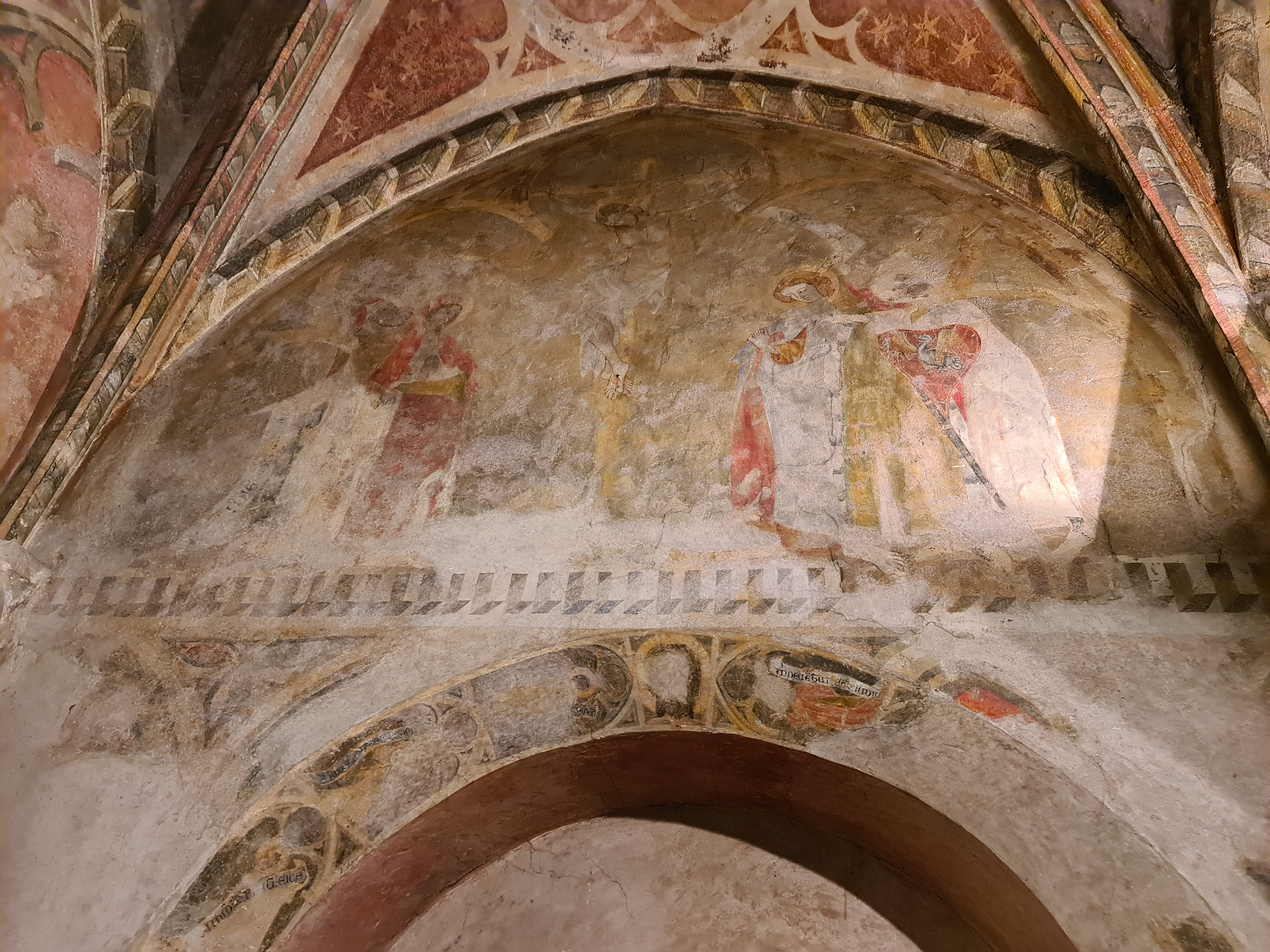
Peintures murales de la chapelle nord.
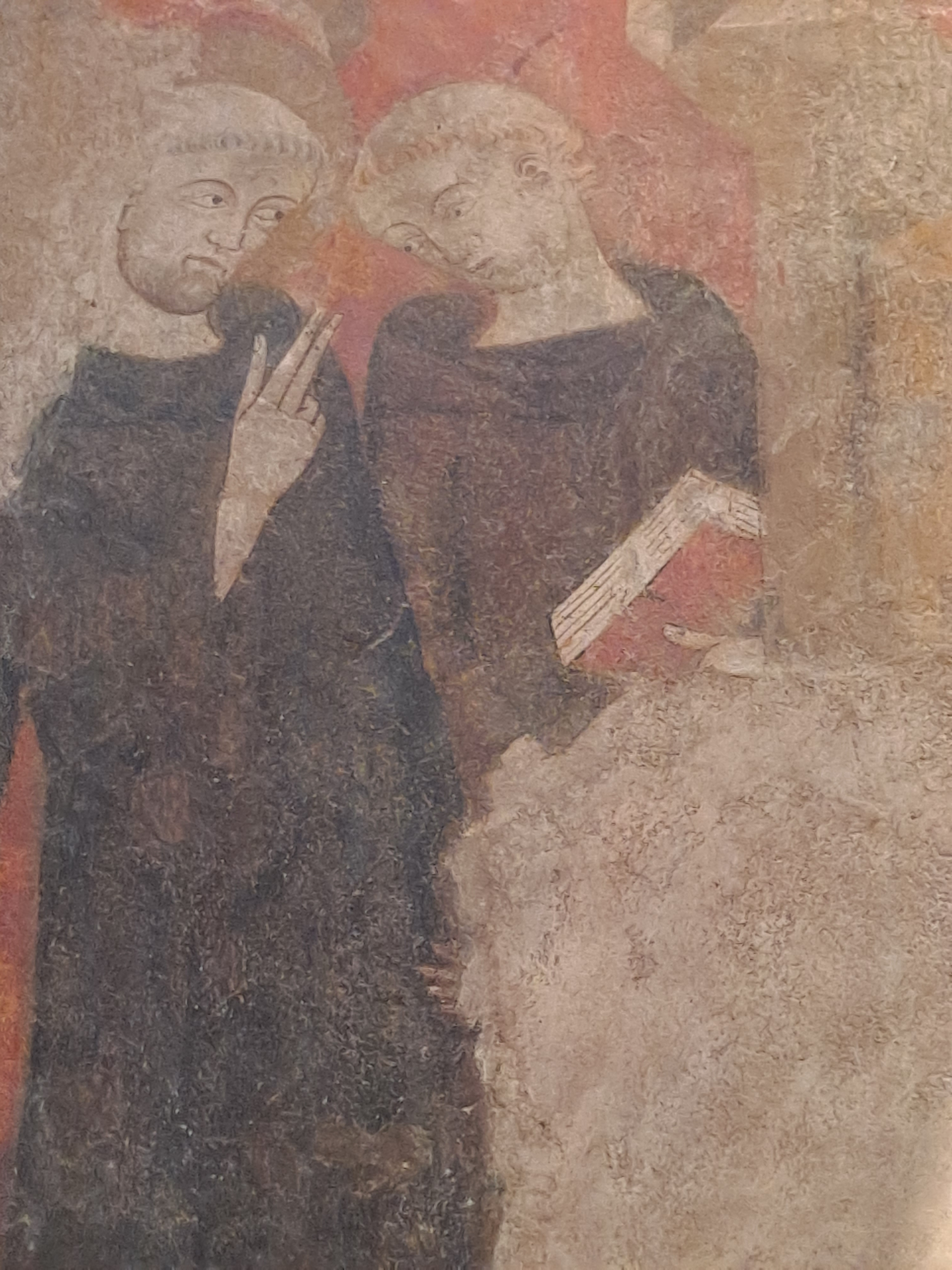
Peintures murales de la chapelle nord.
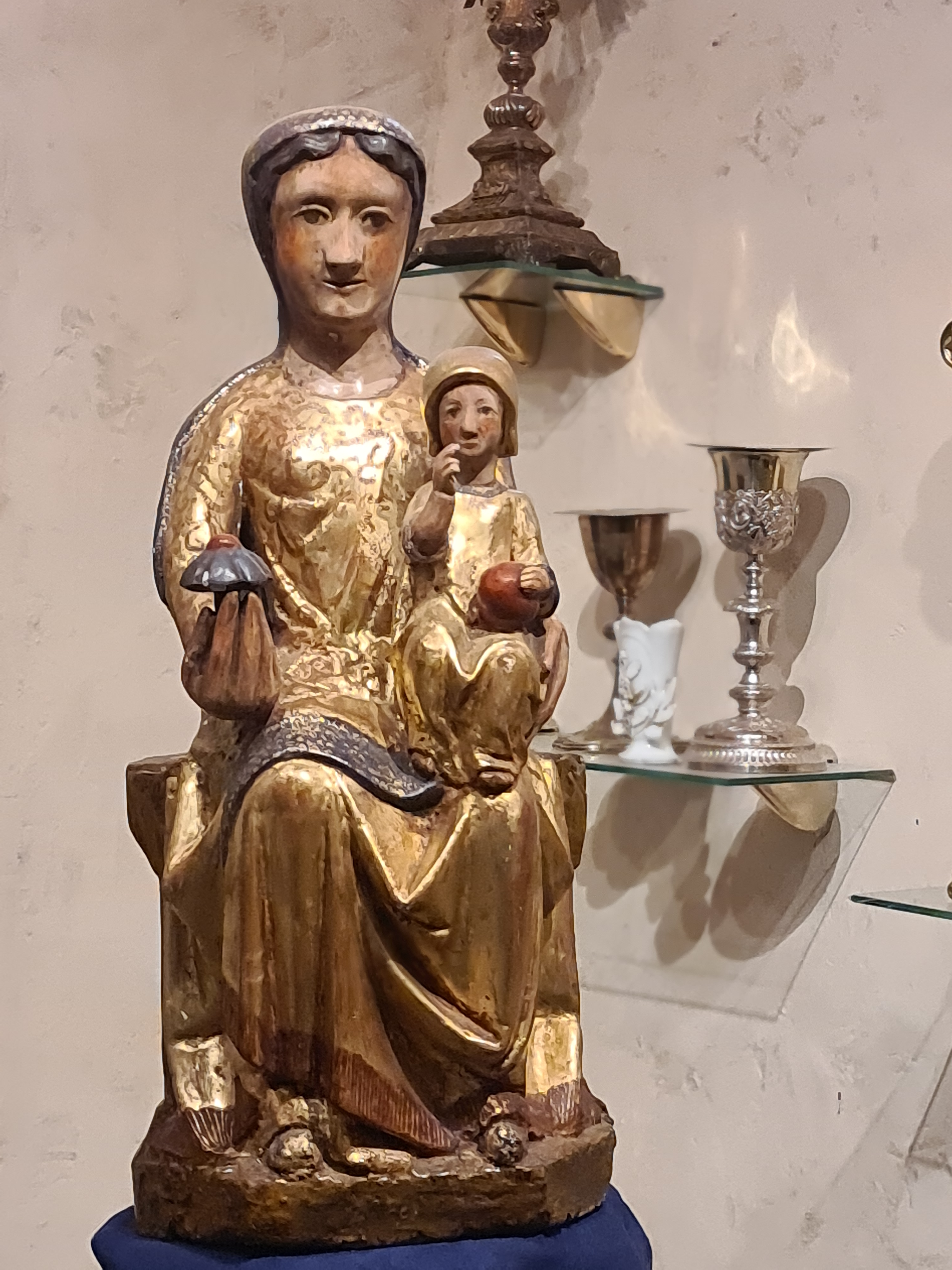
Vierge romane en bois polychrome.
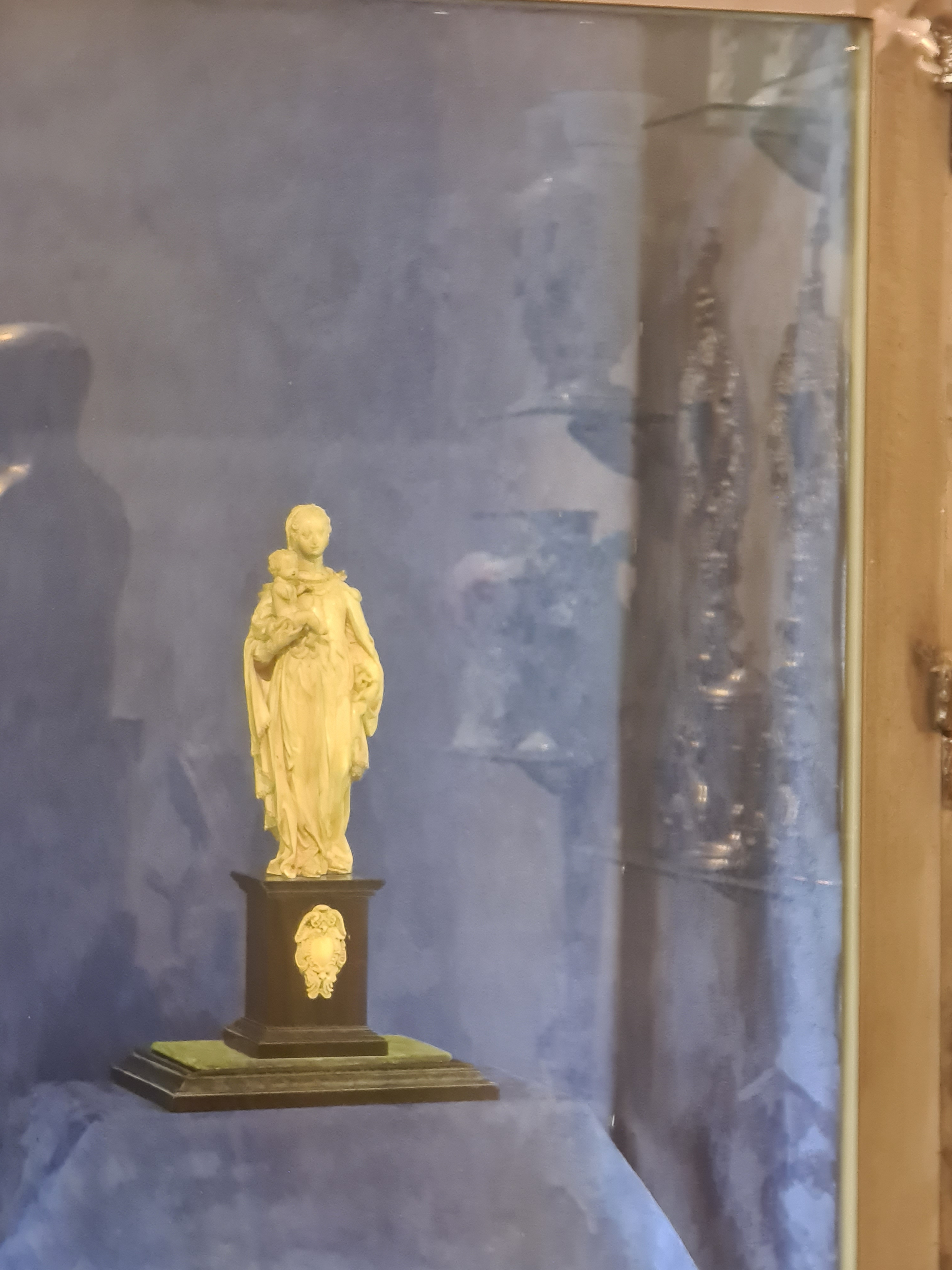
Vierge en ivoire offerte par François Ier.
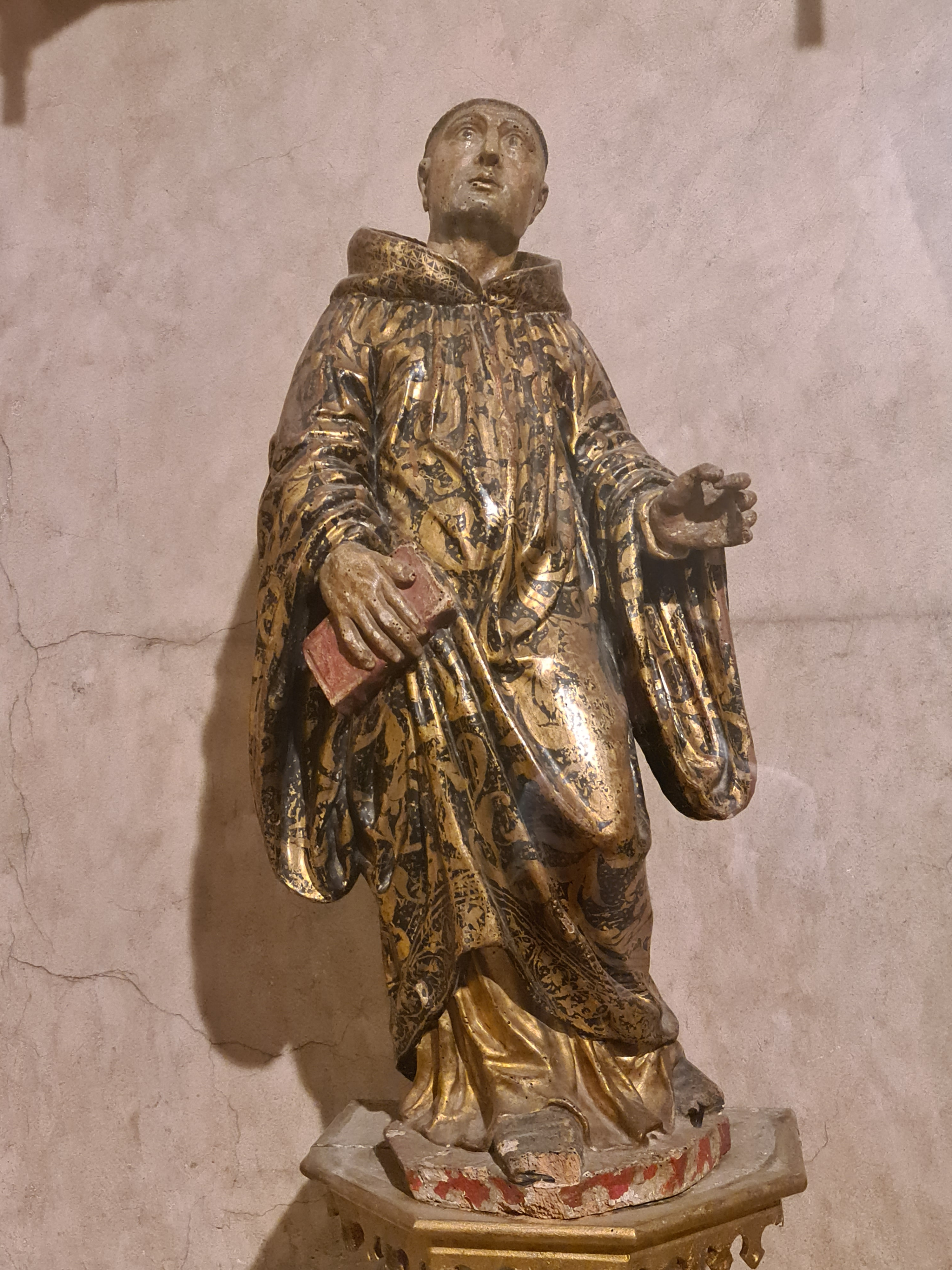
Saint Benoit XVIIe.
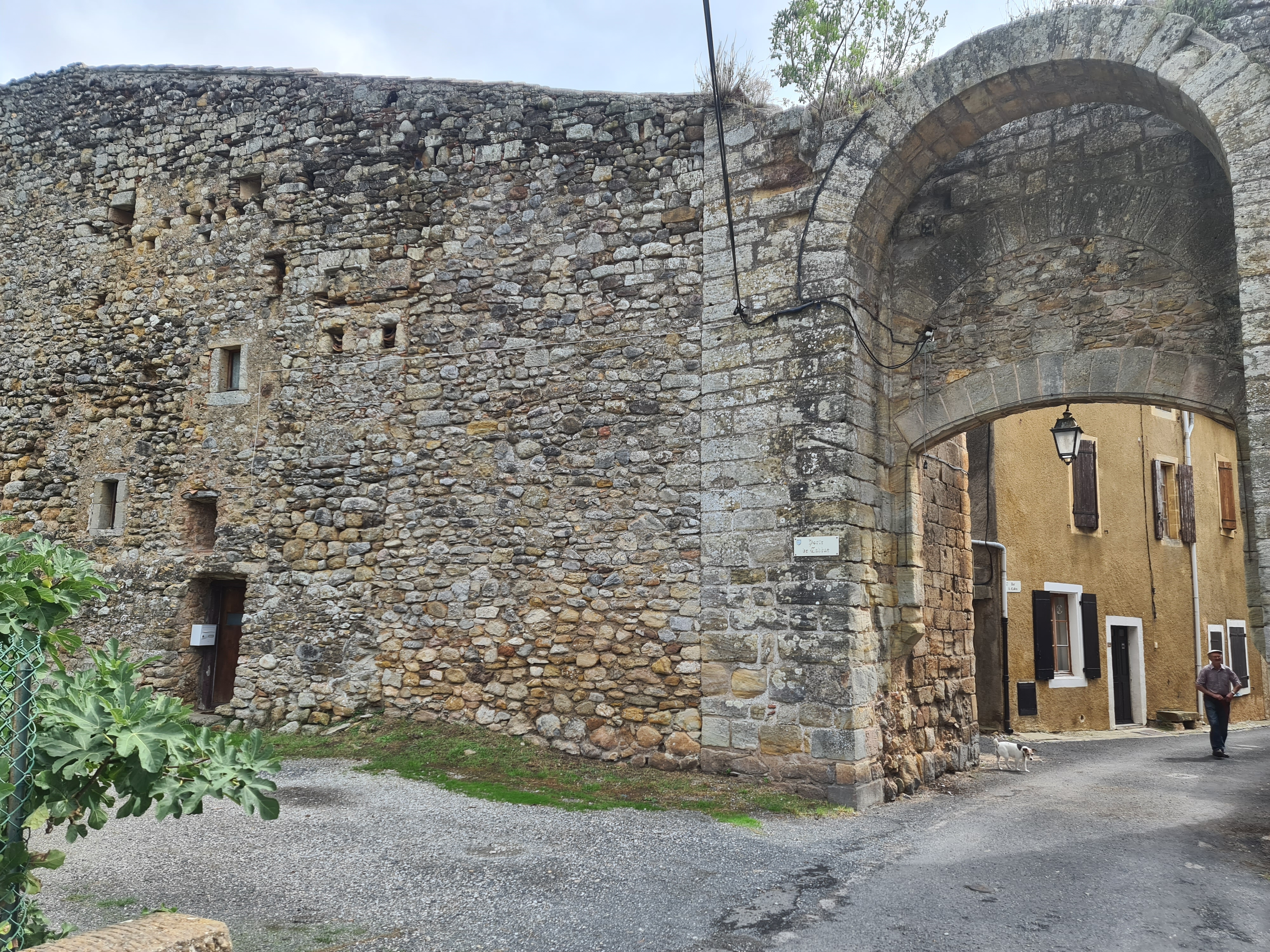
Porte Cadène et remparts.
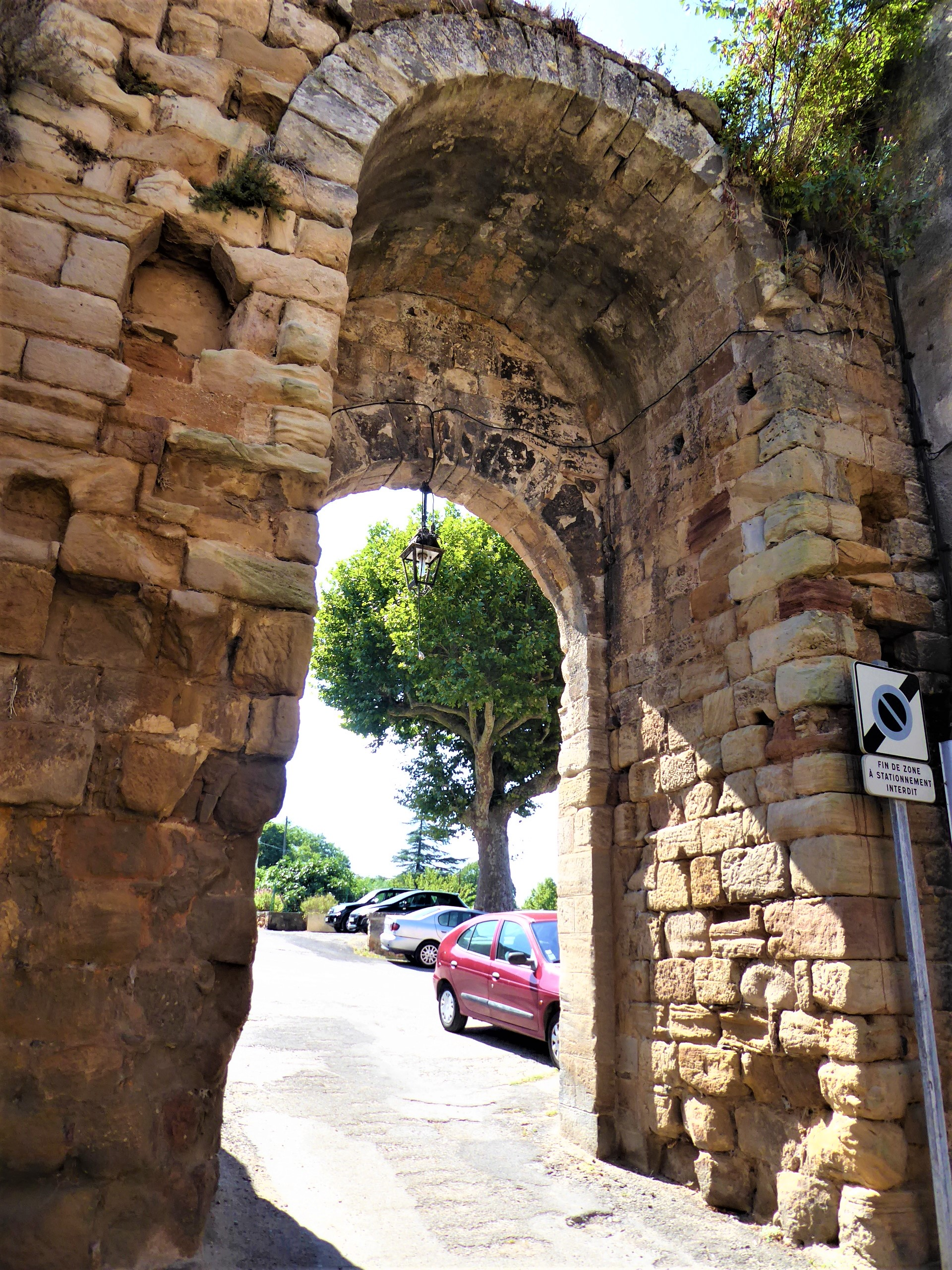
Porte  Calvières.
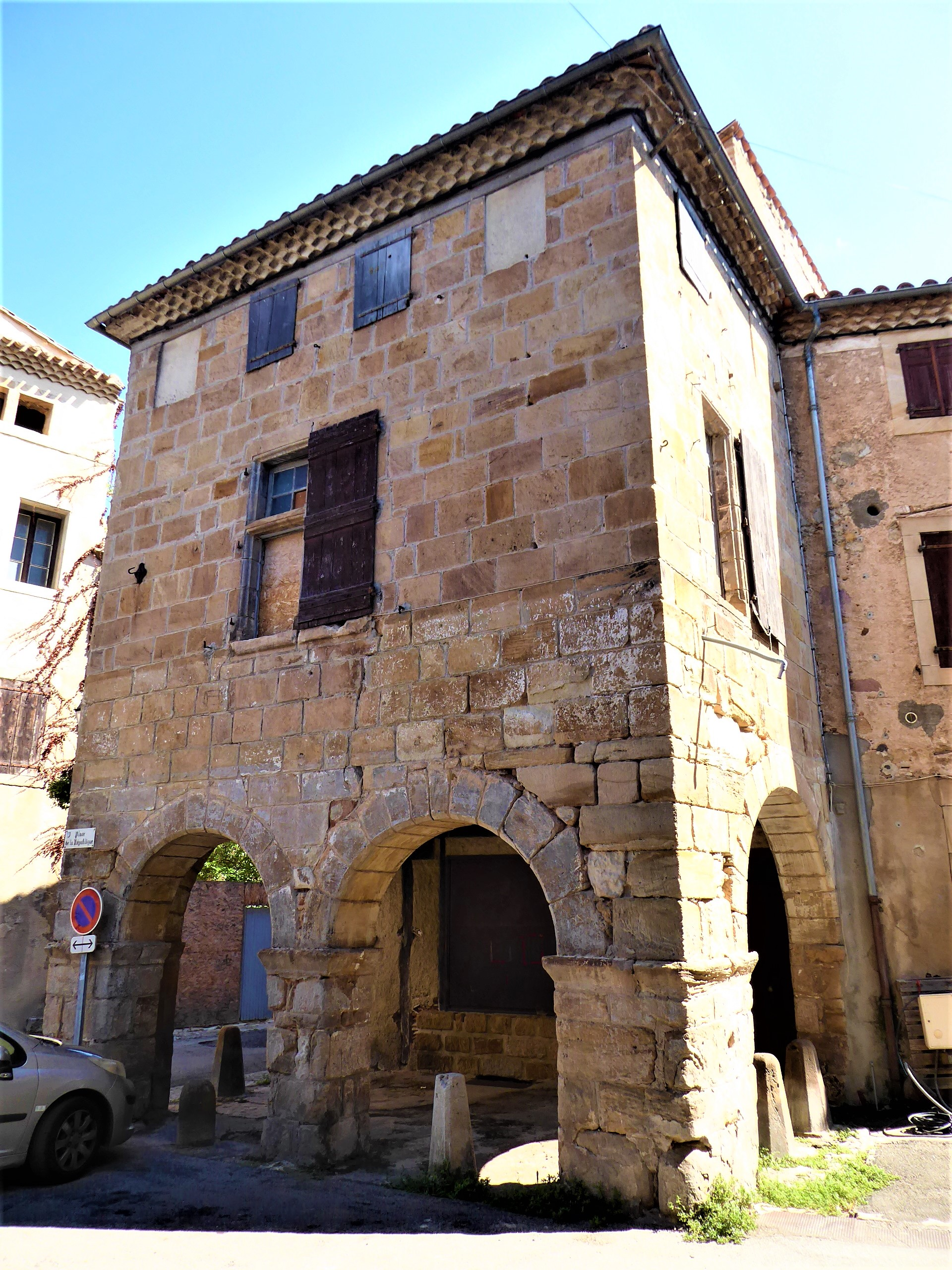
Ancienne maison consulaire.
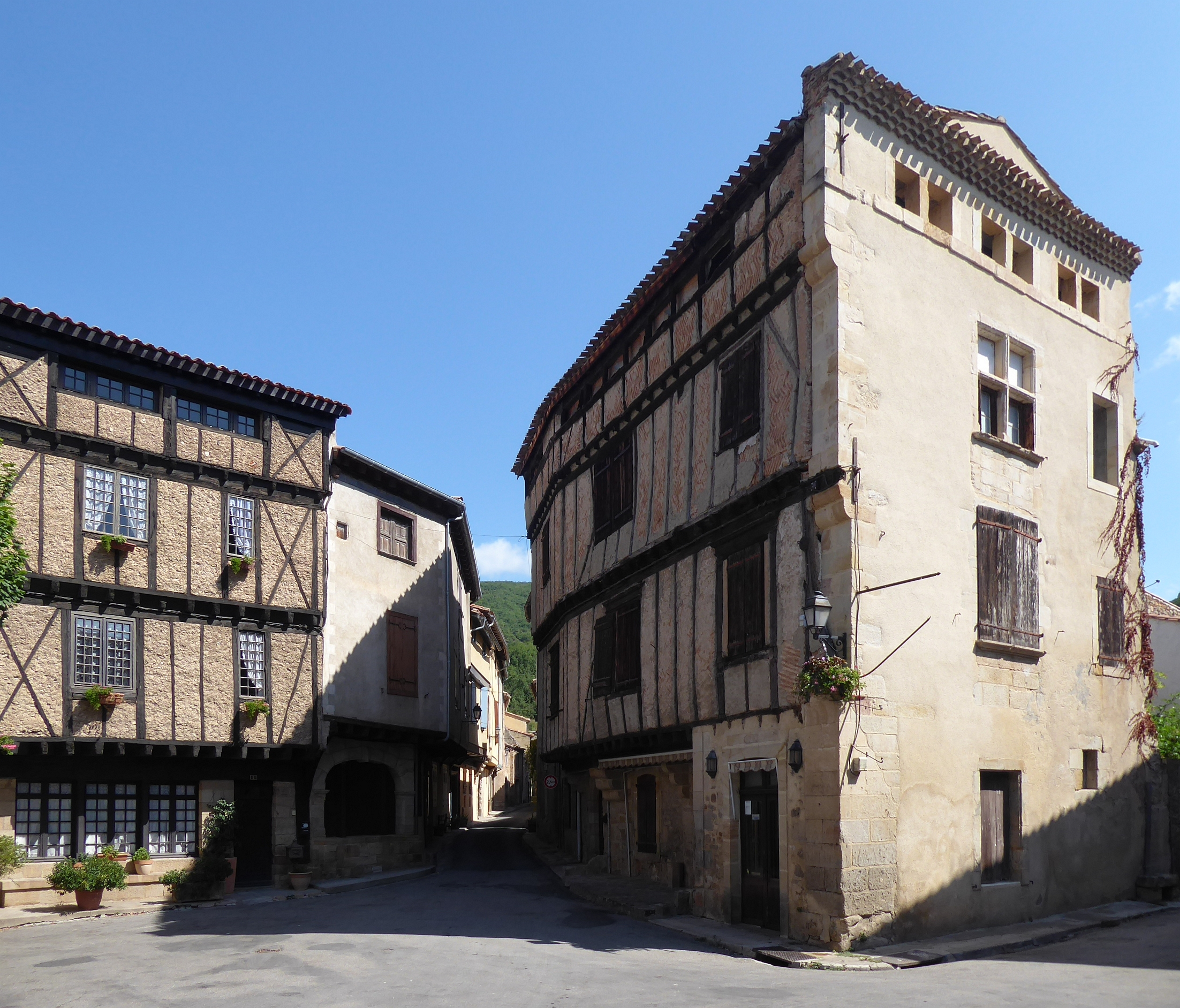
Place de la République.
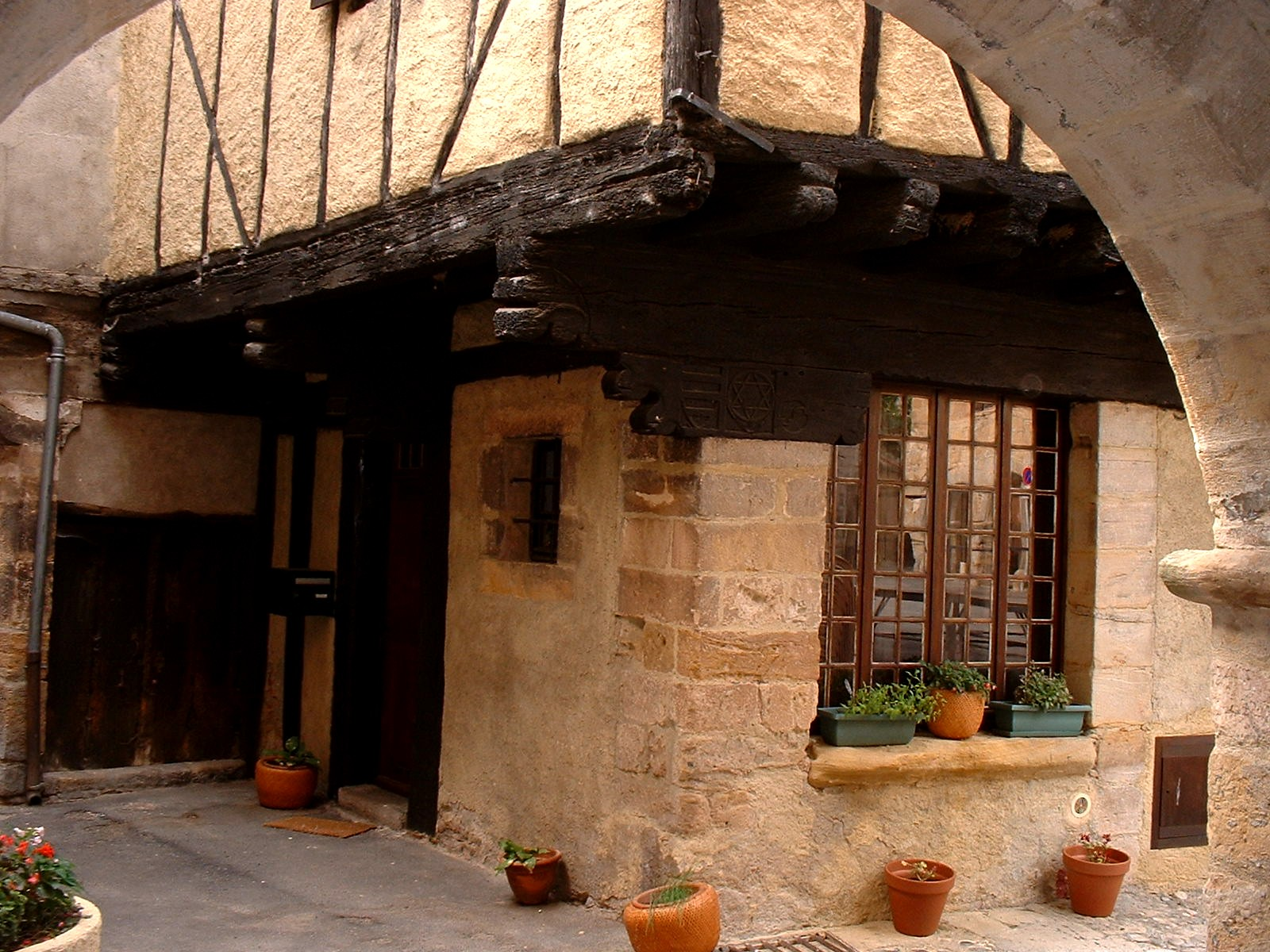
Maison dite de Nostradamus.
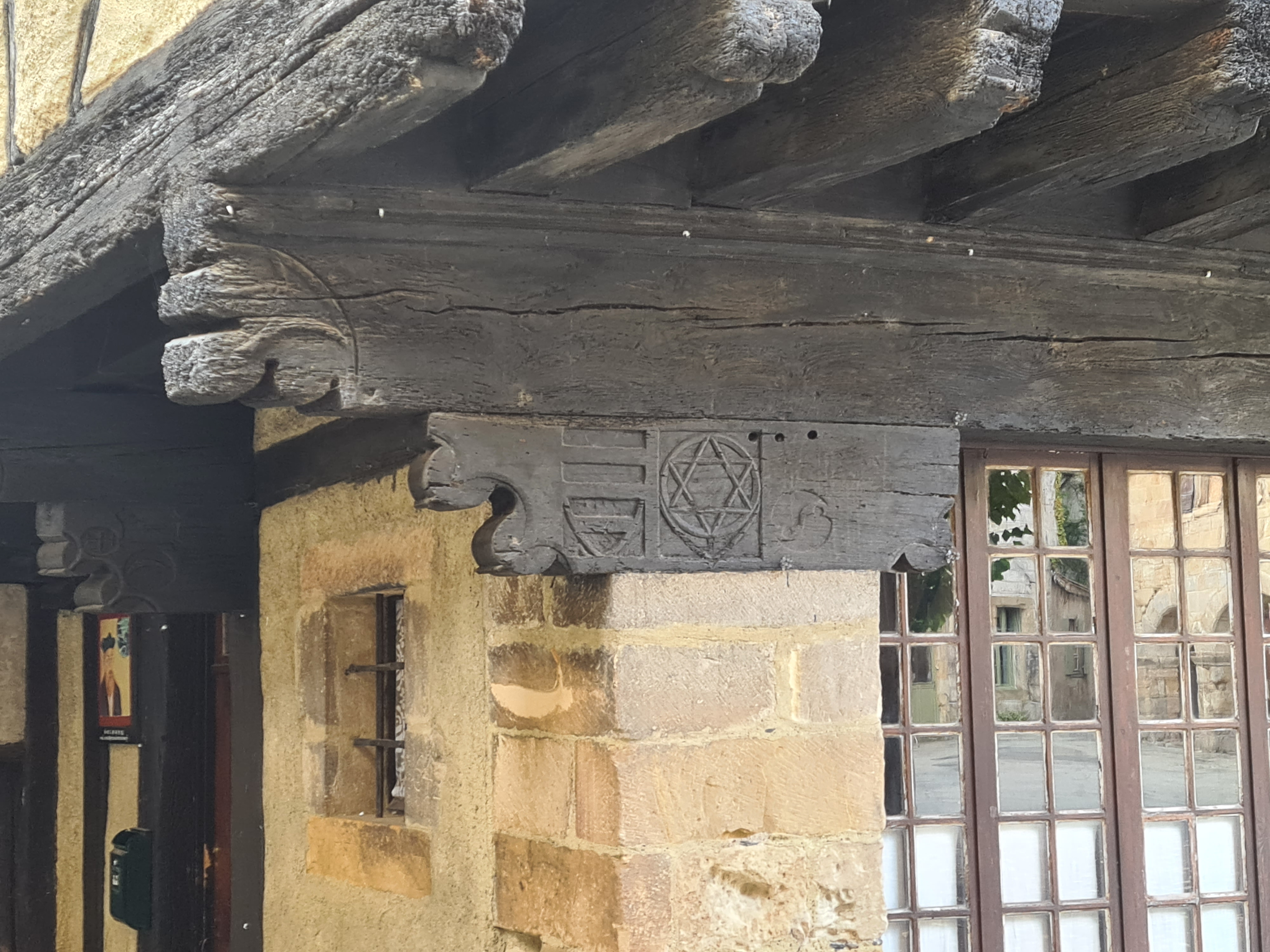
Détails de la maison dite de Nostradamus.

#### Extra-muros
- Villa Livadia construite par Pierre Cubat cuisinier du tsar puis occupée par Roger Peyrefitte, elle est devenue l'hôtel de ville,
- source thermale, lavoir, ancien établissement thermal,
- columbarium réputé romain au-delà de la porte Cadène dont l'origine est discuté, pigeonnier hors-les-murs ou ensemble de niches pour urnes funéraires d'origine antique[98]
- Pont du Diable à 700 mètres en aval d'Alet sur l'Aude[99],
- Église de Saint-Salvaire, chapelle partiellement du XIIe siècle avec des éléments en réemploi des ruines de l'abbatiale[100],[30],
- Menhir de Saint-Salvayre : menhir anciennement christianisé, situé dans la montagne, érigé au Néolithique[101].

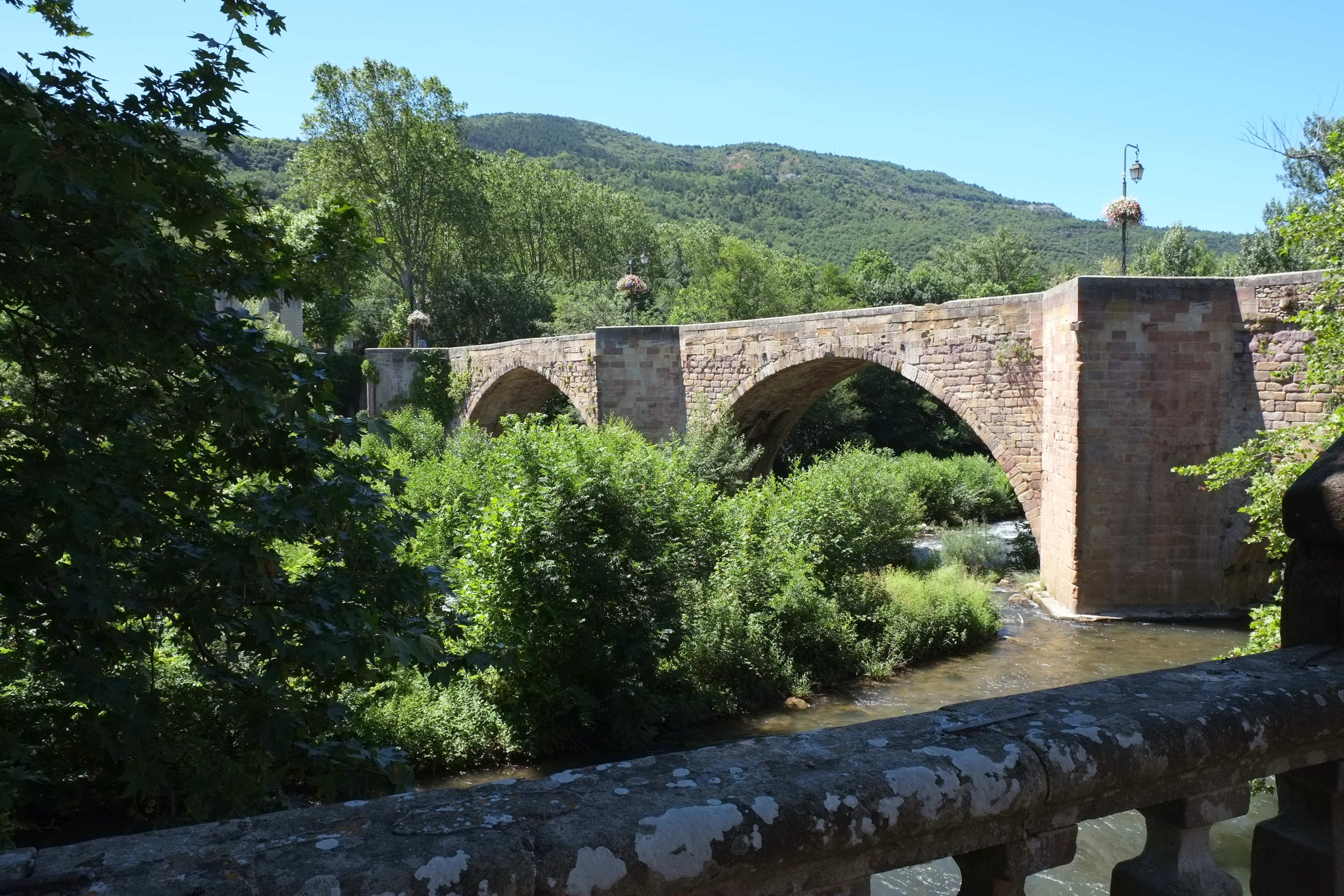
Pont Nicolas Pavillon vu de la terrasse de l'évêché.
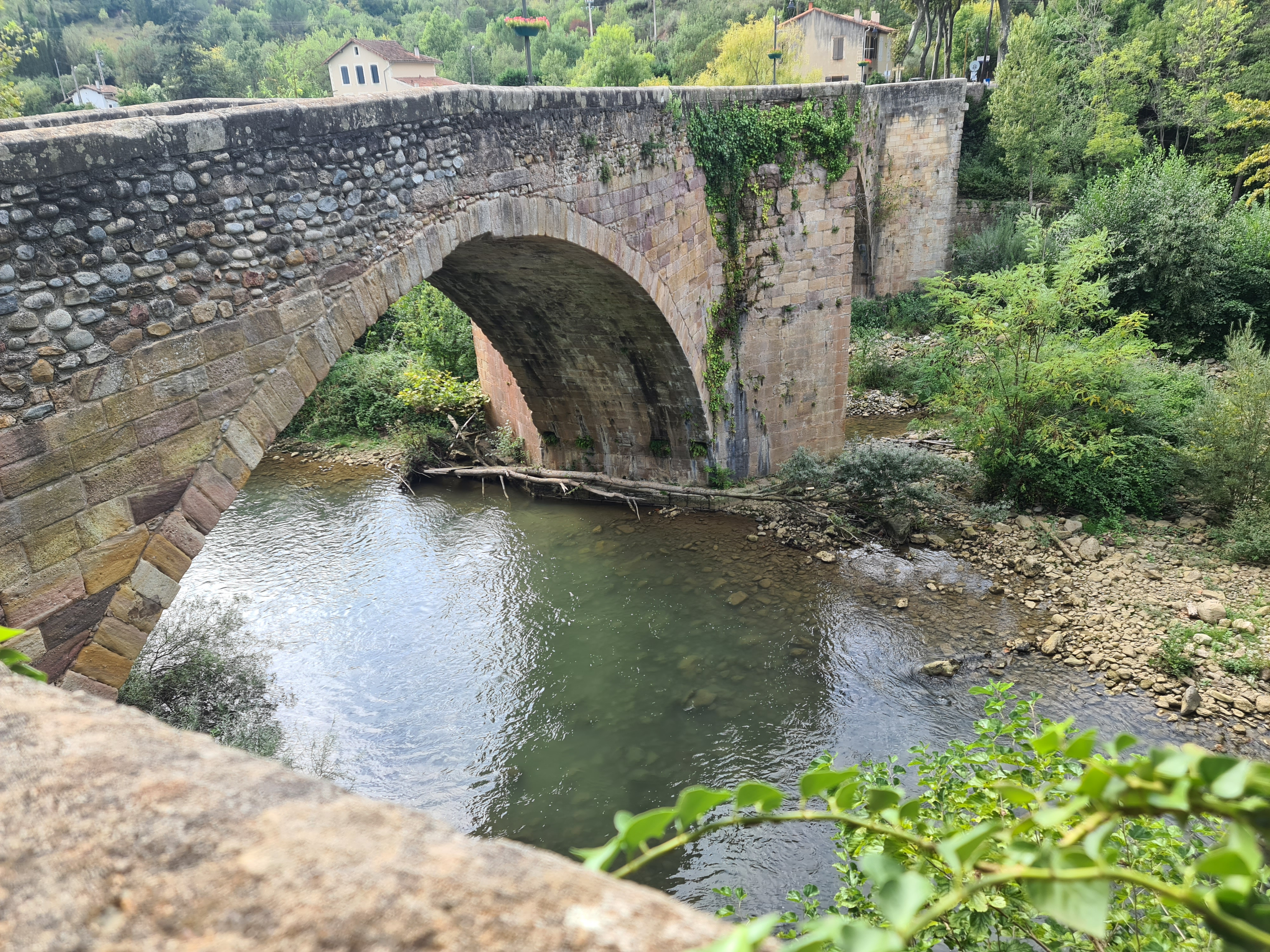
Pont Nicolas Pavillon vue nord XVIIe ancienne RN 118.
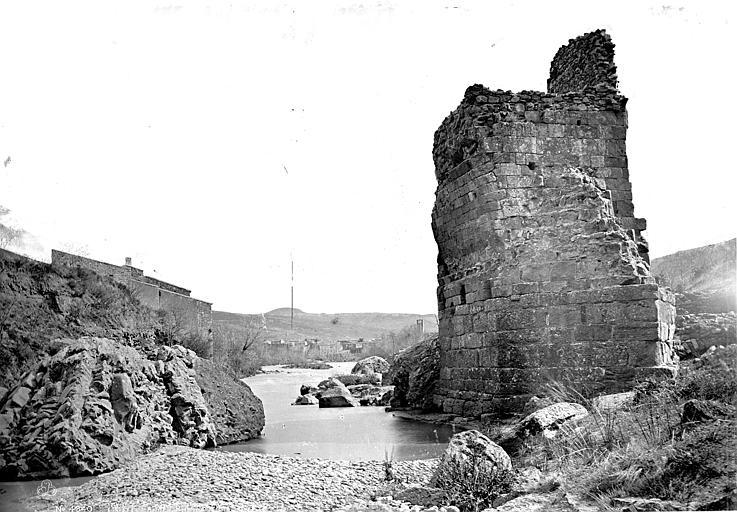
Pont du Diable (médiathèque du patrimoine) pont romain.?
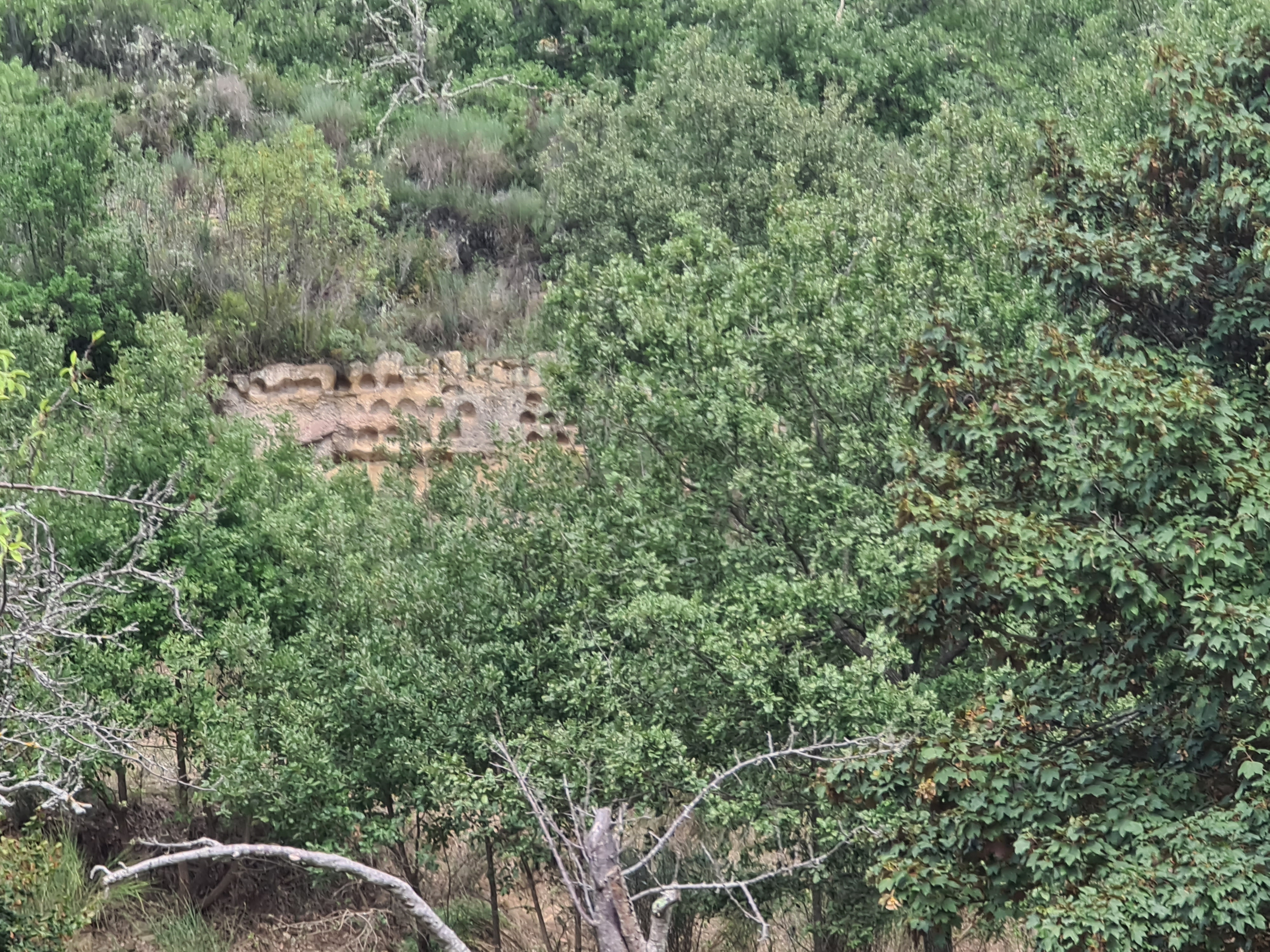
Columbarium gallo-romain ?

### Événements, animations, Festivals
Ciné Sans Filet, le festival du court-métrage d'Alet-les-Bains s'est déroulé en août 2011. Faute de subventions, le festival ne s'est pas déroulé en 2012, et ne se déroulera pas en 2013.
Un festival Nostradamus en Aleth initialement prévu le 11 septembre 2021 avec conférences, projection, expositions, animations et gastronomie, annulé en raison de la crise sanitaire COVID 19, est reporté au printemps 2022,.

### Personnalités liées à la commune
- Antoine Dax, chanoine et préchantre d’Alet, abbé de Saint Polycarpe. Nommé le 26 septembre 1564 évêque d’Alet. Il présida l'assemblée du 2 novembre 1569 des États de Languedoc;
- Nicolas Pavillon (XVIIe siècle), évêque d'Alet;
- Thomas Goulard, (1697-1784), chirurgien et anatomiste qui fut nommé maire de la ville;
- Pierre Cubat (1844-1922), natif de la commune, chef cuisinier des tsars Alexandre II, Alexandre III et Nicolas II;
- Emile Bourgès alias « Le Diable Rouge » (1901-1975 à Vals-les-Bains - Ardèche), funambule autodidacte, enfant abandonné d'Alet qui donna ses premières représentations en costume rouge dans son village les 4 et 15 août 1927;
- Roger Peyrefitte (1907-2000), écrivain, y est enterré auprès de ses parents;
- Ferdinand Conquet (1906-2007), résistant et prisonnier de guerre;
- Achille Laugé (1861-1944), peintre, y avait son atelier;
- Thierry Souccar (1955-), éditeur, est originaire de la commune.

### Héraldique
|  | Blasonnement de la commune : D'azur au vol abaissé d'argent, à la croisette pattée de procession d'or à la hampe brochant sur le vol, accostée en chef de deux étoiles du même et soutenue d'une foi aussi d'argent. |
|  | Blasonnement de la commune tel que décrit en 1696 par Charles d'Hozier : De sable à un sautoir d'or accompagné de quatre losanges d'argent.                                                                          |